# Ieoh Ming Pei

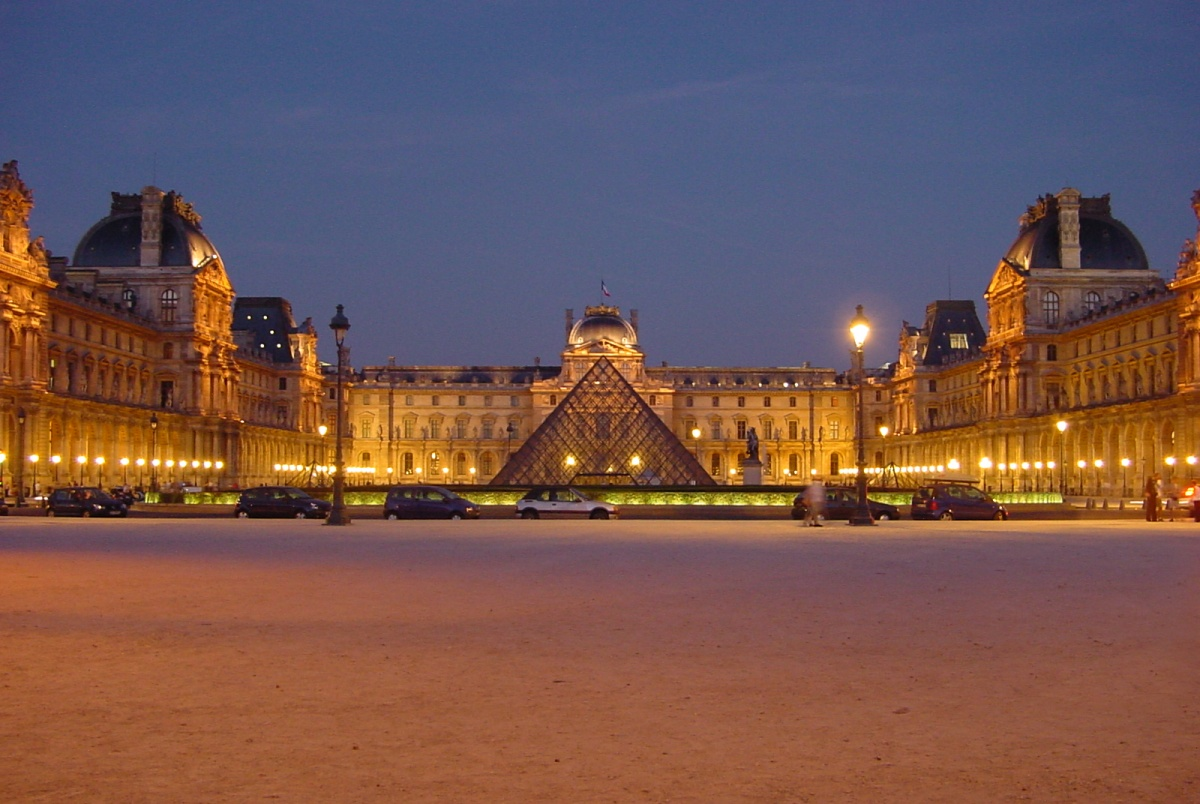
La Piràmide del Louvre, a París, dissenyada per Ieoh Ming Pei.

Ieoh Ming Pei (26 d'abril de 1917 - 16 de maig de 2019) era un arquitecte nord-americà d'origen xinès. És considerat un dels més reconeguts arquitectes del segle xx. Ha dissenyat edificis i gratacels a tot el món, destacant el Banc de la Xina a Hong Kong i la piràmide del Louvre a París. A Catalunya ha participat en la creació del World Trade Center a Barcelona (1999).

## Biografia

### Infància

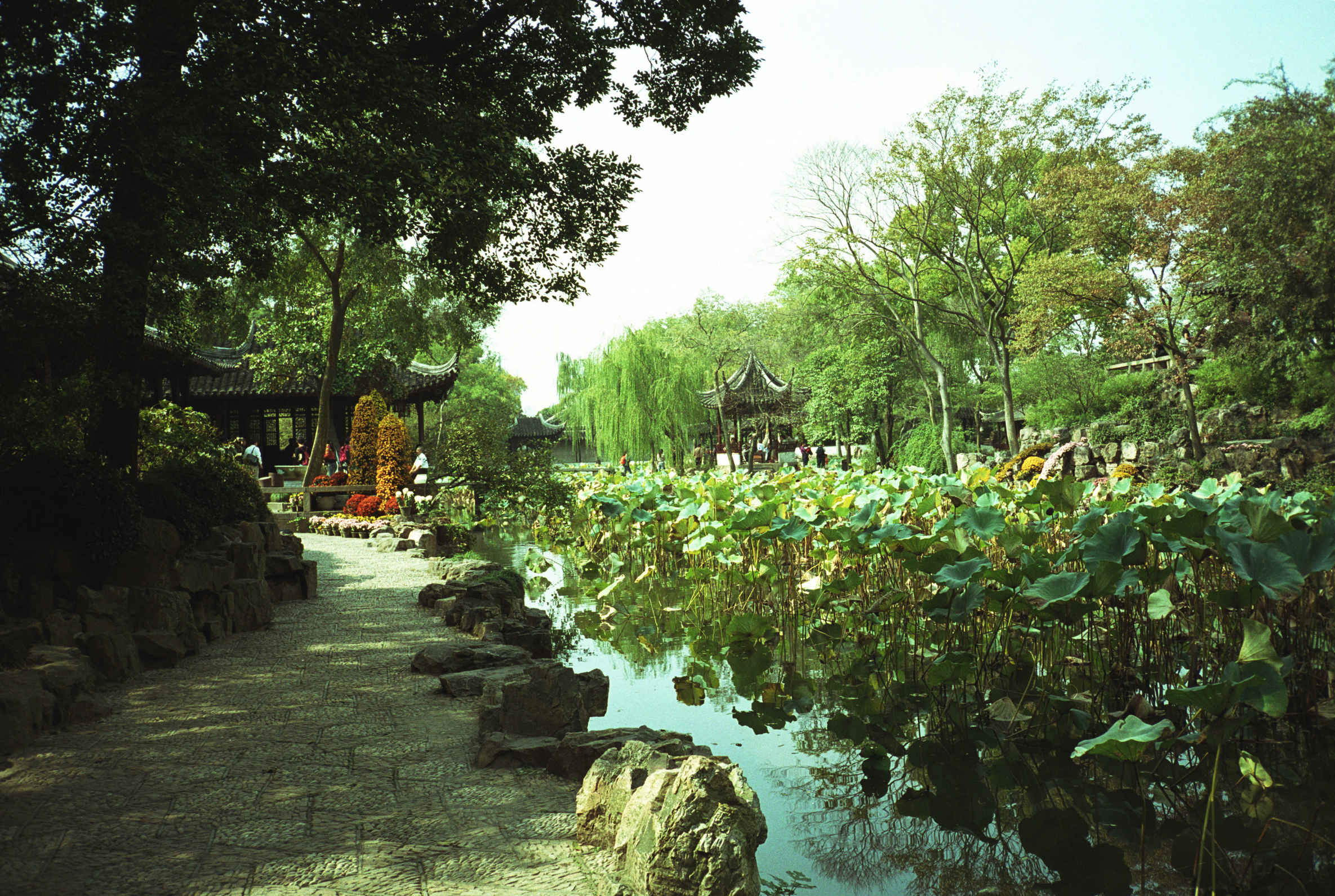
Quan era nen, Pei va trobar que el Jardí dels Lleons de Suzhou era un pati ideal.

L'ascendència d'IM Pei es remunta a la dinastia Ming, quan la seva família es va traslladar d'Anhui a Suzhou. La família va fer la seva riquesa amb herbes medicinals, després es va unir a les files de la gent erudita. Pei Ieoh Ming va néixer el 26 d'abril de 1917 a Guangzhou, fill de Tsuyee i Lien Kwun, i la família es va traslladar a Hong Kong un any després. Quan era nen, Pei era molt proper a la seva mare, una devota budista, que era reconeguda per les seves habilitats com a flautista. Ella el va convidar, però no els seus germans o germanes, a unir-se a ella en els retirs de meditació. La relació amb el pare era menys íntima. Tenien interaccions respectuoses però distants.
L'èxit dels avantpassats d'en Pei va significar que la família visqués en els nivells més alts de la societat, però Pei va dir que el seu pare no era cultivat segons les formes de les arts. El jove Pei, atret més per la música i altres formes culturals que pel domini de la banca del seu pare, va explorar l'art pel seu compte. «M'he cultivat», va dir més tard.
Pei va estudiar al St. Paul's College de Hong Kong quan era nen. Quan Pei tenia 10 anys, el seu pare va rebre una promoció i es va traslladar amb la seva família a Xangai. Pei va assistir a la St. John's Middle School, l'escola secundària de la St. John's University que estava dirigida per missioners anglicans. La disciplina acadèmica era rigorosa; als estudiants només se'ls permetia una mitja jornada al mes per a l'oci. A Pei li agradava jugar al billar i veure pel·lícules de Hollywood, especialment les de Buster Keaton i Charles Chaplin. També va aprendre anglès rudimentari llegint la Bíblia i les novel·les de Charles Dickens.

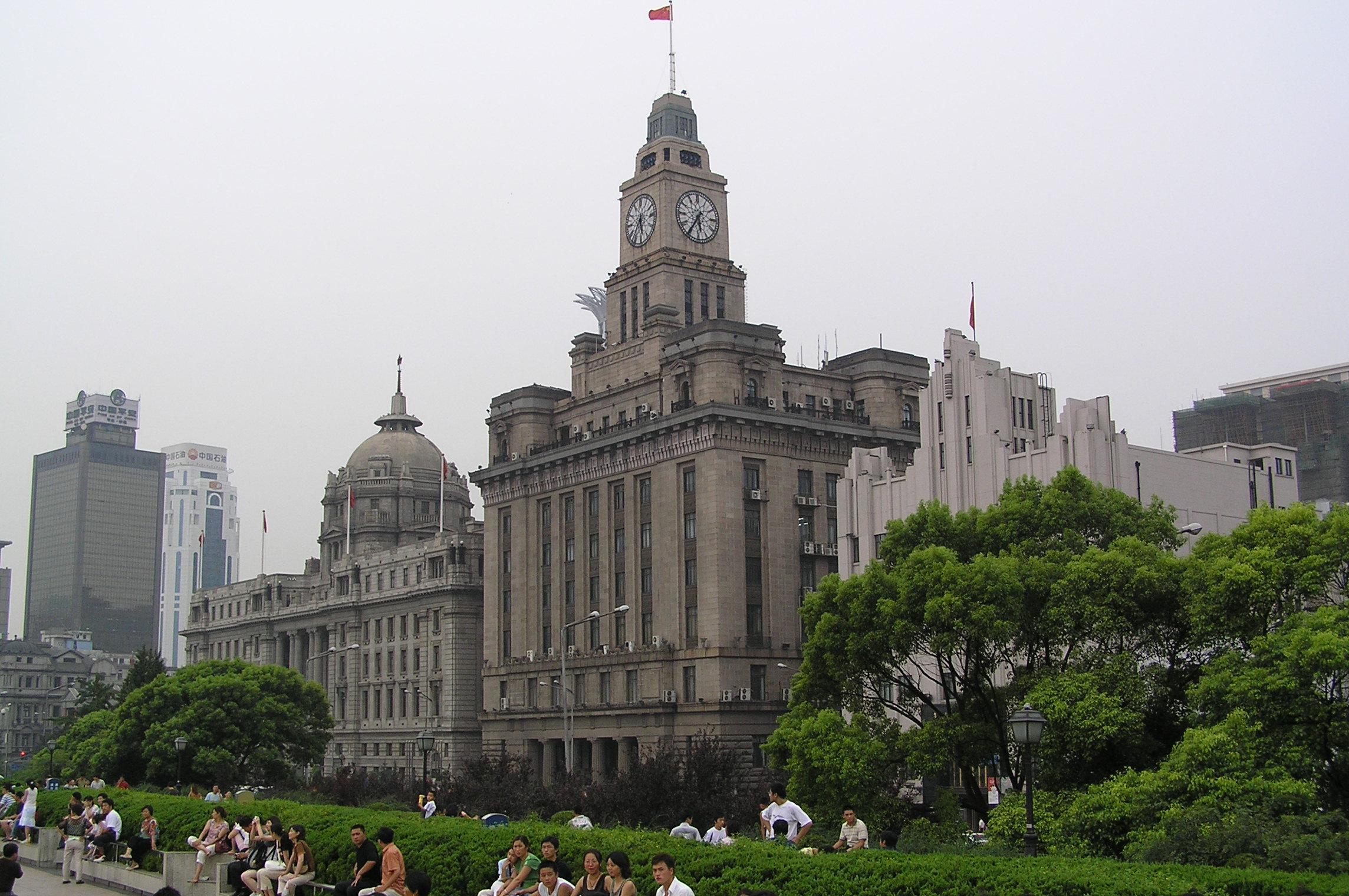
Pei descriu l'arquitectura de la zona davantera del Bund de Xangai (que es veu aquí en una foto de 2004) com un passat molt colonial.

Els molts elements internacionals de Xangai li van donar el nom de París de l'Est. Els sabors arquitectònics globals de la ciutat van tenir una profunda influència sobre Pei, des de la zona de la costa del Bund fins al Park Hotel, construït el 1934. També va quedar impressionat pels nombrosos jardins de Suzhou, on passava els estius amb l'extensa família i visitava regularment un santuari ancestral proper. El jardí dels Lleons, construït al segle XIV per un monjo budista i propietat de l'oncle de Pei, Bei Runsheng, va ser especialment influent. Més tard va parlar de la seva afició per la barreja del jardí d'estructures naturals i construïdes per l'home.
Poc després del trasllat a Xangai, la mare de Pei va desenvolupar càncer. Se li va receptar opi per al dolor i va demanar a Pei de li preparar la pipa. Va morir poc després del seu tretzè aniversari, i ell n'era profundament dolgut. Els nens van ser enviats a viure amb una família, ja que el seu pare es va consumir més pel seu treball. Pei va dir: «El meu pare va començar a viure la seva pròpia vida separada molt poc després». El seu pare es va casar més tard amb una dona anomenada Aileen, que es va traslladar a Nova York més tard.

## Educació i anys de formació
A la fi de l'escola segundària, Pei va decidir anar a la universitat. Va ser acceptat per diverses escoles, però es va matricular a la Universitat de Pennsilvània. L'elecció de Pei tenia dues arrels. Mentre estudiava a Xangai, havia examinat de prop els catàlegs de diverses institucions d'ensenyament superior d'arreu del món. El programa d'arquitectura de la Universitat de Pennsylvania li va destacar. L'altre factor important va ser Hollywood. Pei era fascinat per les representacions de la vida universitària a les pel·lícules de Bing Crosby, que es diferenciaven enormement de l'ambient acadèmic de la Xina. «La vida universitària als EUA em va semblar que era sobretot diversió i jocs», va dir l'any 2000. «Com que era massa jove per parlar seriosament, volia formar-ne part… Podries tenir-ne una idea a les pel·lícules de Bing Crosby. La vida universitària als Estats Units em va semblar molt emocionant. No és real, ho sabem. No obstant això, en aquell moment va ser molt atractiu per a mi». Pei va afegir que «les pel·lícules de Crosby en particular van tenir una influència tremenda en la meva elecció dels Estats Units en lloc d'Anglaterra per seguir la meva educació».
El 1935, Pei va pujar a un vaixell i va navegar cap a San Francisco, després va viatjar en tren fins a Filadèlfia. El que va trobar un cop va arribar era molt diferent de les seves expectatives. Professors de la Universitat de Pennsilvània van basar la seva docència en l'estil Belles Arts, arrelat a les tradicions clàssiques de l'antiga Grècia i Roma. En Pei estava més intrigat per l'arquitectura moderna, i també se sentia intimidat per l'alt nivell de competència de dibuix mostrat per altres estudiants. Va decidir abandonar l'arquitectura i es va traslladar al programa d'enginyeria del Massachusetts Institute of Technology (MIT). Un cop va arribar, però, el degà de l'escola d'arquitectura va comentar el seu ull pel disseny i va convèncer en Pei de tornar a la seva carrera inicial. A la biblioteca va trobar tres llibres de l'arquitecte suís-francès Le Corbusier. Pei es va inspirar en els dissenys innovadors del nou estil internacional, caracteritzat per la forma simplificada i l'ús de materials de vidre i acer. Le Corbusier va visitar el MIT el novembre de 1935, una ocasió que va afectar poderosament a Pei: «Els dos dies amb Le Corbusier, o 'Corbu' com l'anomenàvem, van ser probablement els dies més importants de la meva formació arquitectònica». Pei també va ser influenciat pel treball de l'arquitecte nord-americà Frank Lloyd Wright. El 1938 va anar a Spring Green, Wisconsin, per visitar el famós edifici Taliesin de Wright. Després d'esperar dues hores, però, va tornar a casa sense trobar-se amb Wright.
Tot i que no li agradava l'èmfasi de les Belles Arts, Pei va destacar en els seus estudis. «Certament no em penedeixo del temps al MIT», va dir més tard. «Allà vaig aprendre la ciència i la tècnica de la construcció, que és igual de essencial per a l'arquitectura». Pei va rebre el seu títol de Bachelor d'arquitectura el 1940; la seva tesi es titulava Unitats de propaganda normalitzades per a temps de guerra i temps de pau de la Xina.
Mentre visitava la ciutat de Nova York a finals de la dècada del 1930, Pei va conèixer una estudiant del Wellesley College anomenada Eileen Loo. Van començar a sortir i es van casar a la primavera de 1942. Es va matricular al programa d'arquitectura del paisatge de la Universitat Harvard, i així Pei es va presentar als membres del professorat de la Graduate School of Design (GSD) de Harvard. Es va entusiasmar amb l'ambient animat i es va incorporar al GSD el desembre de 1942.
Menys d'un mes després, Pei va suspendre la seva feina a Harvard per unir-se al National Defense Research Committee, que va coordinar la investigació científica sobre la tecnologia d'armes dels Estats Units durant la Segona Guerra Mundial. La formació de Pei en arquitectura es va veure com un actiu considerable; un membre del comitè li va dir: «Si saps construir també has de saber destruir». La lluita contra Alemanya era al punt d'acabar-se, així que es va centrar en la Guerra del Pacífic. Els Estats Units es van adonar que les seves bombes utilitzades contra els edificis de pedra d'Europa serien ineficaces contra les ciutats japoneses, construïdes majoritàriament amb fusta i paper; Pei va ser assignat a treballar en bombes incendiàries. Pei va passar dos anys i mig amb l'NDRC, però va revelar pocs detalls del seu treball.
El 1945, Eileen va donar a llum un fill, T'ing Chung, i es va retirar del programa d'arquitectura del paisatge per cuidar-lo. Pei va tornar a Harvard a la tardor de 1945 i va rebre una plaça de professor ajudant de disseny. El GSD es va convertir en un centre de resistència a l'ortodòxia de les Belles Arts. Al centre hi havia membres de la Bauhaus, un moviment arquitectònic europeu que havia avançat la causa del disseny modernista. El règim nazi havia condemnat l'escola de Bauhaus, i els seus líders van abandonar Alemanya. Dos d'ells, Walter Gropius i Marcel Breuer, van prendre posicions a la Harvard GSD. Llur enfocament iconoclasta en l'arquitectura moderna va atreure a Pei, i va treballar estretament amb tots dos homes.
Un dels projectes de disseny de Pei al GSD va ser un pla per a un museu d'art a Xangai. Volia crear un ambient d'autenticitat xinesa a l'arquitectura sense utilitzar materials ni estils tradicionals. El disseny es basava en estructures modernistes rectes, organitzades al voltant d'un pati central jardí, amb altres paratges naturals semblants disposats a prop. Va tenir molt bona acollida, i Gropius ho va qualificar del millor fet a [la meva] classe magistral. Pei va rebre el seu títol de març el 1946, i va ensenyar a Harvard durant dos anys més.

## Carrera

### 1948–1956: amb Webb i Knapp
A la primavera de 1948, Pei va ser reclutat pel magnat immobiliari de Nova York William Zeckendorf per unir-se a un equip d'arquitectes del seu despatx de Webb i Knapp per dissenyar edificis a tot el país. Pei va trobar que la personalitat de Zeckendorf era oposada a la seva; el seu nou cap era conegut pel seu discurs fort i pel seu comportament brusc. Tot i això, es van fer bons amics i en Pei va trobar l'experiència personalment enriquidora. Zeckendorf estava ben connectat políticament, i a Pei li agradava conèixer el món social dels urbanistes de Nova York.
El seu primer projecte per a Webb i Knapp va ser un edifici d'apartaments, que va rebre finançament de la Llei d'Habitatge de 1949. El disseny de Pei es basava en una torre circular amb anells concèntrics. Les zones més properes al pilar de suport gestionaven els serveis públics i la circulació, i els propis apartaments estaven situats cap a la vora exterior. A Zeckendorf li va encantar el disseny i fins i tot el va mostrar a Le Corbusier quan es van conèixer. El cost d'un disseny tan inusual era massa elevat, però, i l'edifici mai va avançar més enllà de l'etapa del model.

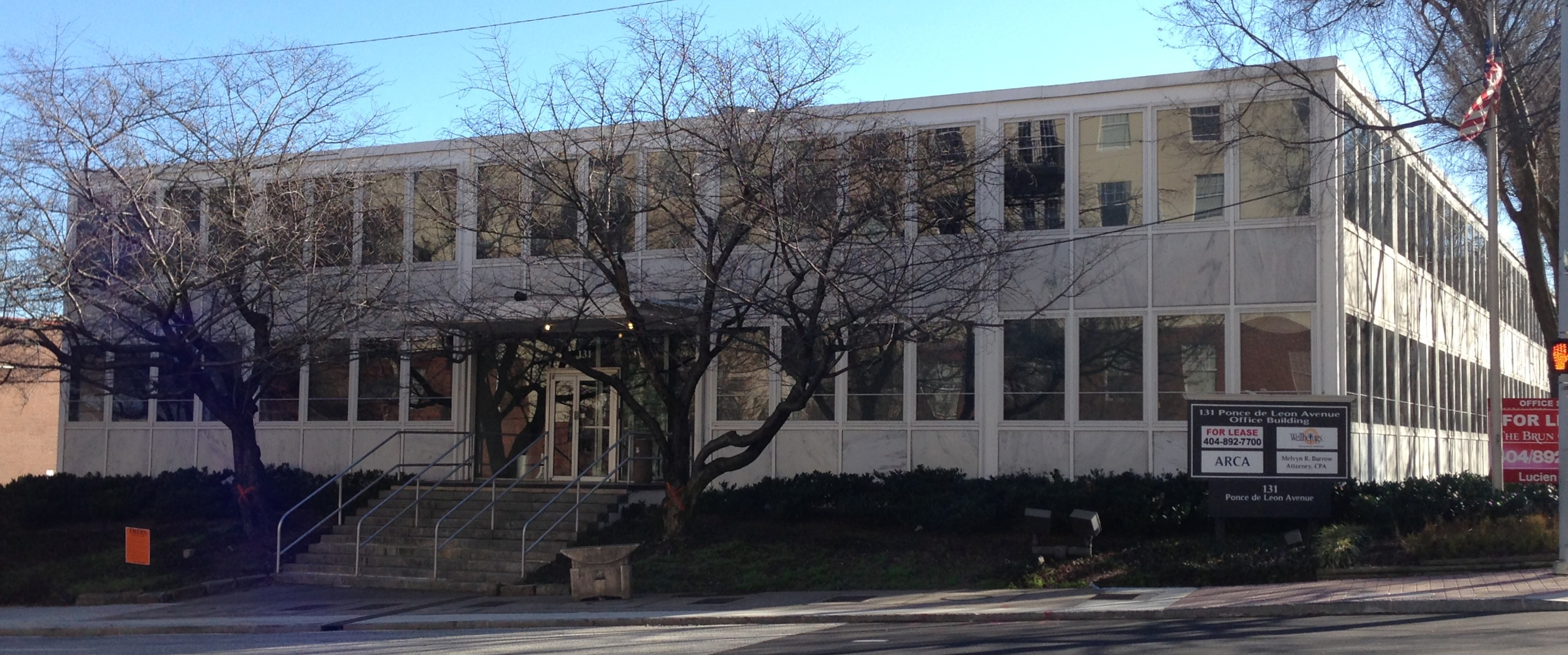
El primer projecte de Pei (1949): 131 Ponce de Leon Avenue, Atlanta

Pei finalment va veure com la seva arquitectura cobrava vida el 1949, quan va dissenyar un edifici corporatiu de dos pisos per a Gulf Oil a Atlanta, Geòrgia. L'edifici va ser enderrocat el febrer de 2013 tot i que la façana frontal es va conservar com a part d'una urbanització d'habitatges. El seu ús del marbre per al mur cortina exterior va portar elogis de la revista Architectural Forum. Els dissenys de Pei es van fer ressò del treball de Mies van der Rohe al començament de la seva carrera, com també es va mostrar a la seva pròpia segona residència a Katonah, Nova York el 1952. Aviat, Pei es va veure tan inundat de projectes que va demanar ajudants a Zeckendorf, que va triar entre els seus associats al GSD, inclosos Henry Nichols Cobb i Ulrich Franzen. Es van posar a treballar en una varietat de propostes, com ara el centre comercial Roosevelt Field de Long Island. L'equip també va redissenyar l'edifici d'oficines de Webb i Knapp, transformant l'oficina de Zeckendorf en un espai circular amb parets de teca i un despatx de vidre. També hi van instal·lar un panell de control a l'escriptori que permetia al seu cap controlar la il·luminació de l'oficina. El projecte va durar un any i va superar el seu pressupost, però Zeckendorf estava encantat amb els resultats.

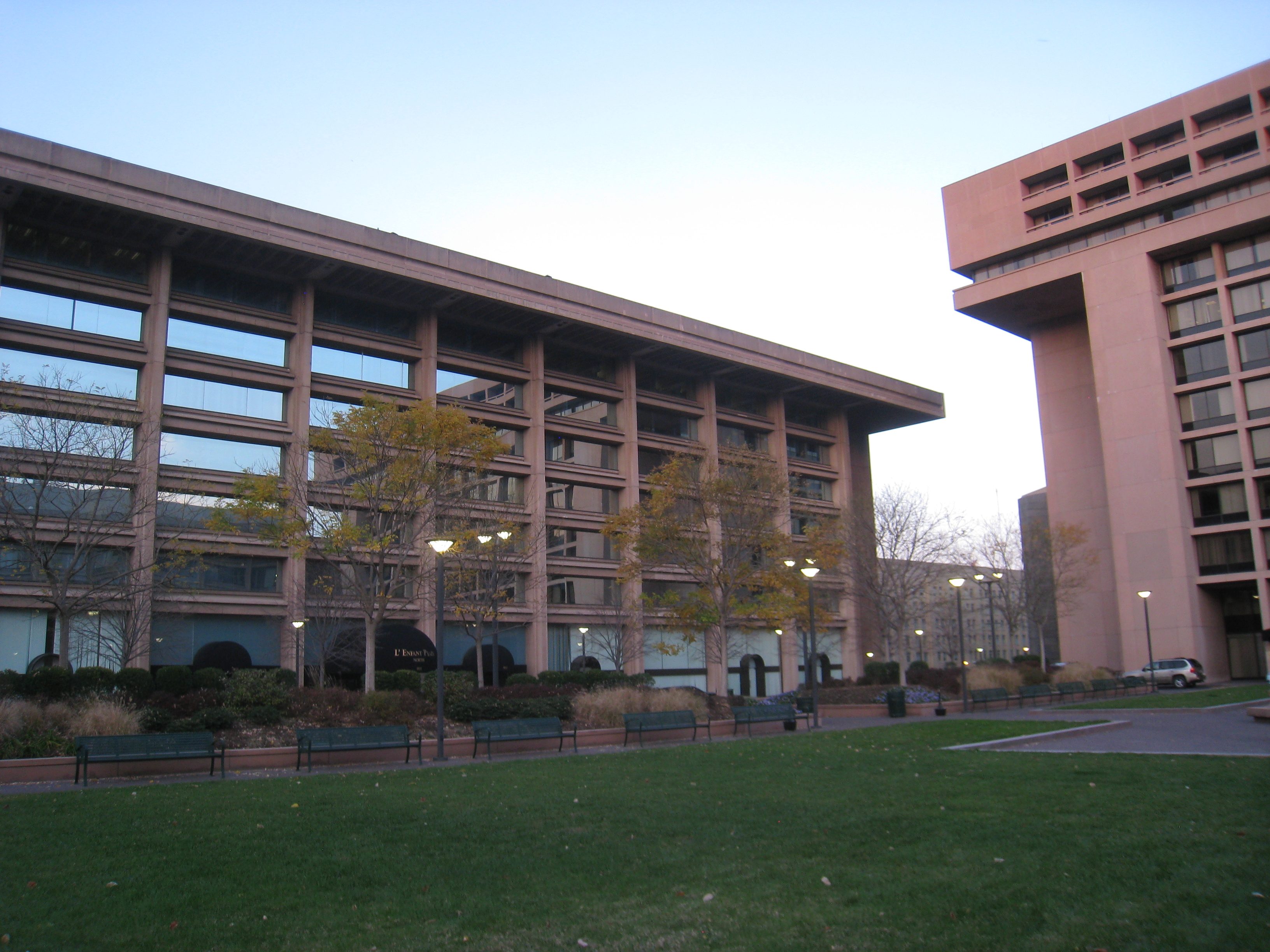
Pei volia que els espais oberts i els edificis de L'Enfant Plaza estiguessin «relacionats funcionalment i visualment» entre ells.

El 1952, Pei i el seu equip van començar a treballar en una sèrie de projectes a Denver a l'estat de Colorado. El primer va ser el Mile High Center, que va comprimir l'edifici central en menys del 25 % del solar total; la resta està adornada amb una sala d'exposicions i places puntejades de fonts. A una illa de distància, l'equip de Pei també va redissenyar la plaça del tribunal de Denver, que combinava espais d'oficines, locals comercials i hotels. Aquests projectes van ajudar a Pei a conceptualitzar l'arquitectura com a part de la geografia urbana més àmplia: «Vaig aprendre el procés de desenvolupament i sobre la ciutat com a organisme viu». Aquestes lliçons, va dir, es van convertir en essencials per a projectes posteriors.
Pei i el seu equip també van dissenyar una àrea urbana unida per a Washington, DC, anomenada L'Enfant Plaza (anomenada així per l'arquitecte franco-americà Pierre Charles L'Enfant). El soci de Pei, Araldo Cossutta, va ser l'arquitecte principal de l'edifici nord i l'edifici sud de la plaça. Vlastimil Koubek va ser l'arquitecte de l'Edifici Est (L'Enfant Plaza Hotel) i de l'Edifici del Centre (ara la seu del Servei Postal dels Estats Units). L'equip va partir amb una visió àmplia que va ser elogiada tant per The Washington Post com per Washington Star (que poques vegades es posava d'acord en res), però els problemes de finançament van obligar a revisions i una reducció important d'escala.
El 1955 Pei va adoptar la nacionalitat nord-americana i l'any següent va fundar el seu propi despatx d'arquitectura, I. M. Pei and Partners, fent un pas cap a la independència institucional de Webb i Knapp mitjançant l'establiment d'una nova empresa anomenada I. M. Pei & Associates. (El nom va canviar més tard a I. M. Pei & Partners.) Van obtenir la llibertat de treballar amb altres empreses, però van continuar treballant principalment amb Zeckendorf. La nova firma es va distingir per l'ús de models arquitectònics detallats. Van ocupar la zona residencial de Kips Bay a l'est de Manhattan, on Pei va instal·lar Kips Bay Towers, dues grans torres llargues d'apartaments amb finestres empotrades (per proporcionar ombra i privadesa) en una reixeta ordenada, adornada amb fileres d'arbres. Pei es va involucrar en el procés de construcció a Kips Bay, fins i tot va inspeccionar les bosses de ciment per comprovar la consistència del color.
L'empresa va continuar el seu enfocament urbà amb el projecte Society Hill al centre de Filadèlfia. Pei va dissenyar les Society Hill Towers, un bloc residencial de tres edificis que injecta un disseny cubista a l'entorn local del segle xviii. Com amb projectes anteriors, els espais verds abundants eren fonamentals per a la visió de Pei, que va afegir cases adossades tradicionals per ajudar a la transició del disseny clàssic al modern.
De 1958 a 1963, Pei i Ray Affleck van desenvolupar un bloc clau del centre de Montreal en un procés gradual que va implicar una de les estructures més admirades de Pei a la Commonwealth, la torre cruciforme coneguda com a Royal Bank Plaza (Plaça Ville Marie). Segons The Canadian Encyclopedia:
| « | La seva gran plaça i els edificis d'oficines inferiors, dissenyats per l'arquitecte nord-americà de fama internacional I. M. Pei, van ajudar a establir nous estàndards per a l'arquitectura al Canadà als anys 60… La superfície llisa d'alumini i vidre de la torre i la forma geomètrica nítida sense adorns demostren l'adhesió de Pei al corrent principal de disseny modern del segle xx. | » |

Tot i que aquells projectes eren satisfactoris, Pei volia forjar un nom independent. El 1959, el MIT se li va acostar per dissenyar un edifici per al seu programa de ciències de la Terra. L'edifici verd va continuar el disseny de la quadrícula de Kips Bay i Society Hill. La passarel·la de vianants de la planta baixa, però, era propensa a cops de vent sobtats, que van avergonyir en Pei. «Era del MIT», va dir, «i no coneixia els efectes del túnel de vent». Al mateix temps, va codissenyar la Luce Memorial Chapel a la Universitat Tunghai a Taitxung, Taiwan. L'estructura creixent, encarregada per la mateixa organització que havia dirigit la seva escola secundària a Xangai, va trencar severament els patrons de quadrícula cubista dels seus projectes urbans.
El repte de coordinar aquells projectes va passar factura artística a Pei. Es va trobar responsable d'adquirir nous contractes d'obres i de supervisar-ne els plans. Com a resultat, es va sentir desconnectat del treball creatiu real. «El disseny és una cosa a la qual t'hi has de posar», va dir. «Si bé la meva gent es va permetre el luxe de fer una feina a la vegada, vaig haver de fer un seguiment de tota l'empresa». La insatisfacció de Pei va arribar al seu punt àlgid en un moment en què els problemes financers van començar a afectar l'empresa de Zeckendorf. I. M. Pei and Associates es va separar oficialment de Webb i Knapp el 1960, cosa que va beneficiar a Pei creativament però el va fer mal personalment. Havia desenvolupat una estreta amistat amb Zeckendorf, i els dos estaven tristos per separar-se.

## Obra
En els seus projectes, Pei busca la puresa de línies, unida a una eficàcia funcional, seguint l'anomenat estil internacional i els criteris de Gropius.
Fa servir sovint formes abstractes, recorre a materials freds, com l'acer, el ciment i el vidre, i incorpora efectes que resulten impactants per a l'observador. Les seves obres es caracteritzen en moltes ocasions per unes estructures que requereixen solucions valentes. És un dels arquitectes més apreciats del nostre temps. Ha realitzat projectes per tot el planeta.

### Obres representatives
- Piràmide del Museu del Louvre (París)
- Rock and Roll Hall of Fame (Cleveland, Ohio)
- Torre del Banc de la Xina (Hong Kong)
- Torre del Banc Morgan Chase (Houston, Texas)
- Edifici del World Trade Center (Barcelona)
- Museu d'Art Johnson, Universitat Cornell (Ithaca, Nova York)
- Torre EDF, La Défense (París)
- Centre de Convencions Javits (Nova York)
- Edifici Hancock (Boston)
- Edifici Est, Galeria Nacional d'Art (Washington DC)
- Ajuntament de (Dallas, Texas)
- Biblioteca Cleo Rogers Memorial (Columbus, Indiana)
- Museu d'Art Everson (Syracusa, Nova York)
- Centre del Christian Science (Boston)
- Edifici a Place Ville-Marie (Mont-real, Canadà)
- Centre Nacional d'Investigacions Atmosfèriques (Boulder, Colorado)

### National Center for Atmospheric Research (NCAR) i projectes relacionats

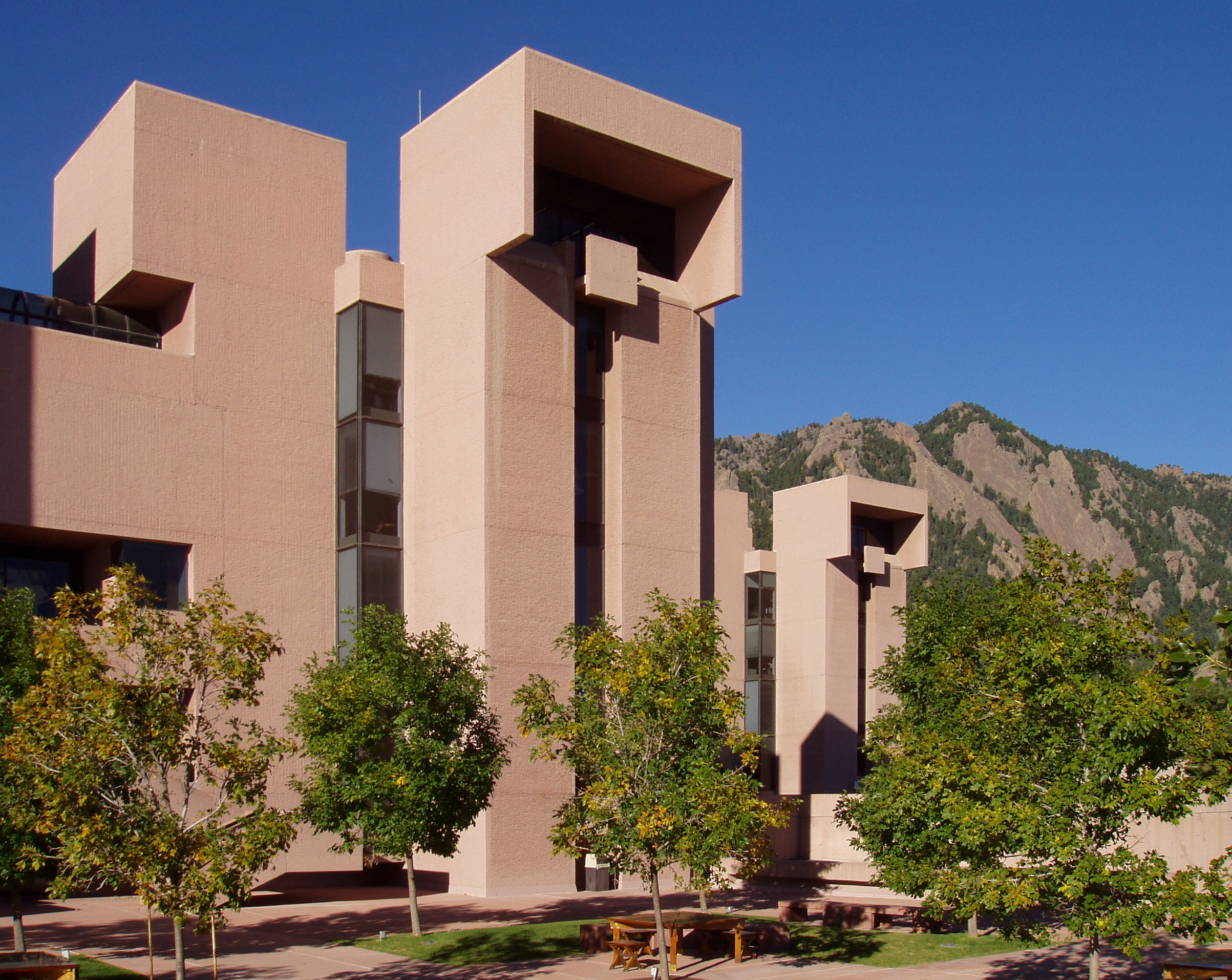
Pei va dir que volia que el Laboratori Mesa del National Center for Atmospheric Research semblés com si estigués tallat a la muntanya.

Pei va poder tornar al disseny pràctic quan el 1961 Walter Orr Roberts se li va acostar per dissenyar el nou Laboratori Mesa per al National Center for Atmospheric Research (NCAr) als afores del municipi de Boulder a l'estat de Colorado. El projecte es diferenciava de l'obra urbana anterior de Pei perquè descansava en una zona oberta als contraforts de les Muntanyes Rocoses. Va conduir per la regió amb la seva dona, visitant edificis variats i examinant els voltants naturals. Va quedar impressionat per l'Acadèmia de la Força Aèria dels Estats Units a Colorado Springs, però va sentir que estava desvinculada de la natura.
Les etapes de conceptualització van ser importants per a Pei, presentant una necessitat i una oportunitat per trencar amb la tradició de la Bauhaus. Més tard va recordar els llargs períodes que va passar a la zona: «Vaig recordar els llocs que havia vist amb la meva mare quan era petit: els refugis budistes al cim de les muntanyes. Allà, a les muntanyes de Colorado, vaig intentar escoltar el silenci de nou, tal com m'havia ensenyat la meva mare; la investigació del lloc es va convertir en una mena d'experiència religiosa». Pei també es va inspirar en els habitatges dels penya-segats de Mesa Verde dels anasazi; volia que els edificis existissin en harmonia amb l'entorn natural. Amb aquesta finalitat, va demanar un procés de tractament de roques que pogués acolorir els edificis per coincidir amb les muntanyes properes. També va girar el complex amb vistes a la ciutat i va dissenyar la carretera d'aproximació perquè fos llarga, sinuosa i indirecta.
A Roberts no li agradaven els primers dissenys de Pei, en parlava com a només un munt de torres. Roberts pretenia que els seus comentaris fossin típics de l'experimentació científica, més que de la crítica artística, però Pei era frustrat. El seu segon intent, però, va encaixar perfectament amb la visió de Roberts: una sèrie espaciada d'edificis agrupats, units per estructures inferiors i complementats per dos nivells subterranis. El complex feia servir molts elements de disseny cubista, i les passarel·les es van disposar per augmentar la probabilitat de trobades fortuïtes entre col·legues.

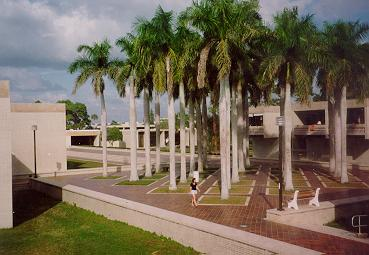
Igual que amb NCAR, Pei va combinar elements de cubisme i harmonia natural quan va dissenyar els dormitoris del New College of Florida a mitjans dels anys 60.

Un cop construït el laboratori, van aparèixer uns problemes constructius. Les fuites al sostre van causar dificultats als investigadors, i l'instabilitat del sòl argilós sota l'edifici va provocar esquerdes que costaven reparar. Tot i així, tant l'arquitecte com el responsable del projecte eren satisfets amb el resultat final. Pei es va referir al complex NCAR com el seu edifici de fuga, i va romandre amic de Roberts fins que el científic va morir el març de 1990.
El succés de l'edifici del NCAR va atraure una renovada atenció a la perspicacia del disseny de Pei. Va ser reclutat per treballar en una varietat de projectes, com ara la SI Newhouse School of Public Communications de la Universitat de Syracuse, el Museu d'Art Everson de Syracuse a l'estat de Nova York, la terminal de Sundrome a l'Aeroport Internacional John F. Kennedy de la ciutat de Nova York i dormitoris al New College of Florida.

### Biblioteca Kennedy

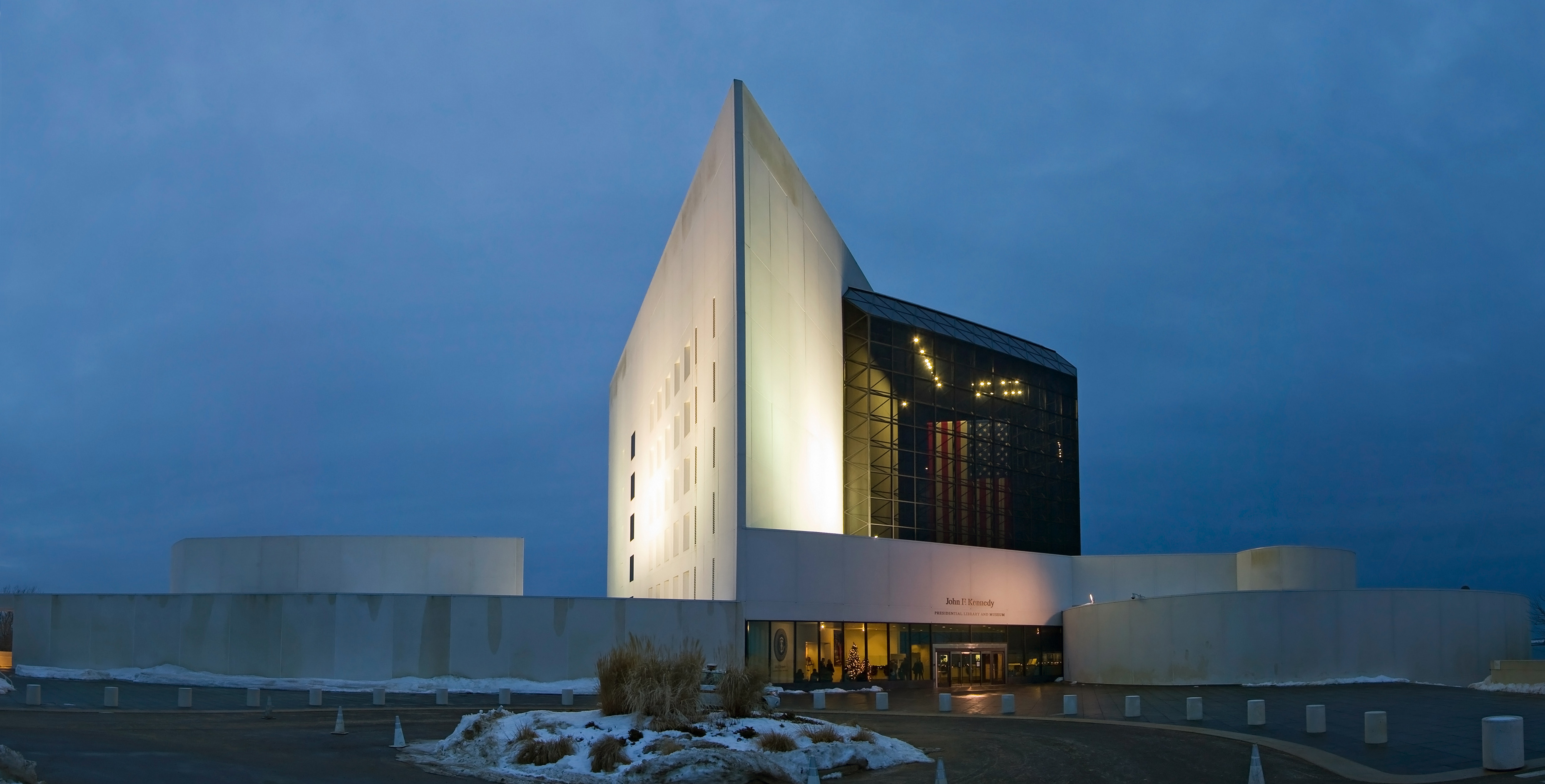
Pei considerava la Biblioteca i Museu Presidencial John F. Kennedy l'encàrrec més important de la seva vida.

Després que el president John Fitzgerald Kennedy fos assassinat el novembre de 1963, la seva família i amics van discutir la construcció d'una biblioteca que serviria com a memorial adequat. Es va formar un comitè per aconsellar la vídua de Kennedy, Jacqueline, que prendria la decisió final. El grup va deliberar durant mesos i va considerar molts arquitectes famosos. Finalment, Kennedy va triar Pei per dissenyar la biblioteca, basant-se en dues consideracions. En primer lloc, va apreciar la varietat d'idees que havia utilitzat per a projectes anteriors. «No semblava tenir només una manera de resoldre un problema», va dir. «Semblava apropar-se a cada comissió pensant només en això i després desenvolupar una manera de fer alguna cosa bonica». Finalment, però, Kennedy triar basant-se en la seva connexió personal amb Pei. En qualificar-la de «realment una decisió emotiva», va explicar: «Estava tan ple de promeses, com Jack; van néixer el mateix any. Vaig decidir que seria divertit fer un gran salt amb ell».
El projecte va estar plagat de problemes des del primer moment. El president Kennedy havia començat a considerar l'estructura de la seva biblioteca poc després d'ocupar el càrrec, i hi volia incloure arxius dedel seu govern, un museu d'objectes personals i un institut de ciències polítiques. Després de l'assassinat, la llista es va ampliar per incloure-hi un homenatge commemoratiu adequat al president assassinat. Totes aquestes noves demandes van complicar el procés de disseny i van provocar retards importants.
El primer disseny proposat per Pei incloïa una gran piràmide de vidre que ompliria l'interior de llum solar, destinada a representar l'optimisme i l'esperança que el govern de Kennedy havia simbolitzat per a tants als Estats Units. A la senyora Kennedy li va agradar el disseny, però la resistència va començar a Cambridge, el primer lloc proposat per a l'edifici, tan bon punt es va anunciar el projecte. Molts membres de la comunitat es preocupaven que la biblioteca es convertís en una atracció turística, qque causaria problemes amb la congestió del trànsit. Altres es preocupaven que el disseny xoqués amb la sensació arquitectònica de la propera plaça de Harvard. A mitjan dècada del 1970, Pei va intentar proposar un nou disseny, però els oponents de la biblioteca van resistir tots els esforços. Aquests esdeveniments van fer mal a Pei, que havia enviat els seus tres fills a Harvard, i encara que poques vegades parlava de la seva frustració, era evident per a la seva dona. «Vaig veure com de cansat era per la manera com va obrir la porta al final del dia», va dir. «Els seus passos arrossegaven. Em va costar molt veure que tanta gent no volia l'edifici».
Finalment el projecte es va traslladar a Columbia Point, prop de la Universitat de Massachusetts Boston. El nou lloc era lluny d'ideal: un antic abocador i poc a sobre d'una gran canonada de clavegueram. L'equip d'arquitectes de Pei va afegir més farciment per cobrir la canonada i va desenvolupar un sistema de ventilació elaborat per conquerir l'olor. Es va presentar un nou disseny que combinava un gran atri quadrat de vidre amb una torre triangular i una passarel·la circular.
La Biblioteca i Museu Presidencial John F. Kennedy es va inaugurar el 20 d'octubre de 1979. En general, als crítics els agradava l'edifici acabat, però el mateix arquitecte no era satisfet. Els anys de conflicte i compromís havien canviat la naturalesa del disseny, i Pei va sentir que el resultat final no tenia la seva passió original. «Volia donar una cosa molt especial a la memòria del president Kennedy», va dir l'any 2000. «Podria i hauria d'haver estat un gran projecte». El treball de Pei en el projecte Kennedy va augmentar la seva fama d'arquitecte destacat.

### Pla Pei a Oklahoma City
El Pla Pei va ser una iniciativa de reurbanització urbana fallida dissenyada per al centre d'Oklahoma City, a l'estat d'Oklahoma, l'any 1964. El pla demanava la demolició de centenars d'estructures antigues del centre de la ciutat a favor d'aparcaments renovats, edificis d'oficines i centres comercials, a més de projectes públics com el Myriad Convention Center i els Myriad Botanical Gardens. Va ser la plantilla dominant per al desenvolupament del centre de la ciutat d'Oklahoma City des dels inicis fins a la dècada del 1970. El pla va generar resultats i opinions contradictòries, en gran part va reeixir reconstruir l'edifici d'oficines i la infraestructura d'aparcament, però no va obtenir el desenvolupament comercial i residencial desitjats. El ressentiment públic significatiu també es va desenvolupar com a resultat de la destrucció de múltiples estructures històriques. Com a resultat, el lideratge d'Oklahoma City va evitar la planificació urbana a gran escala per al centre de la ciutat durant la dècada del 1980 i principi de la dècada del 1990, fins a l'aprovació de la iniciativa de Projectes d'Àrea Metropolitana (MAPS) el 1993.

### Plaça de la Catedral de Providence

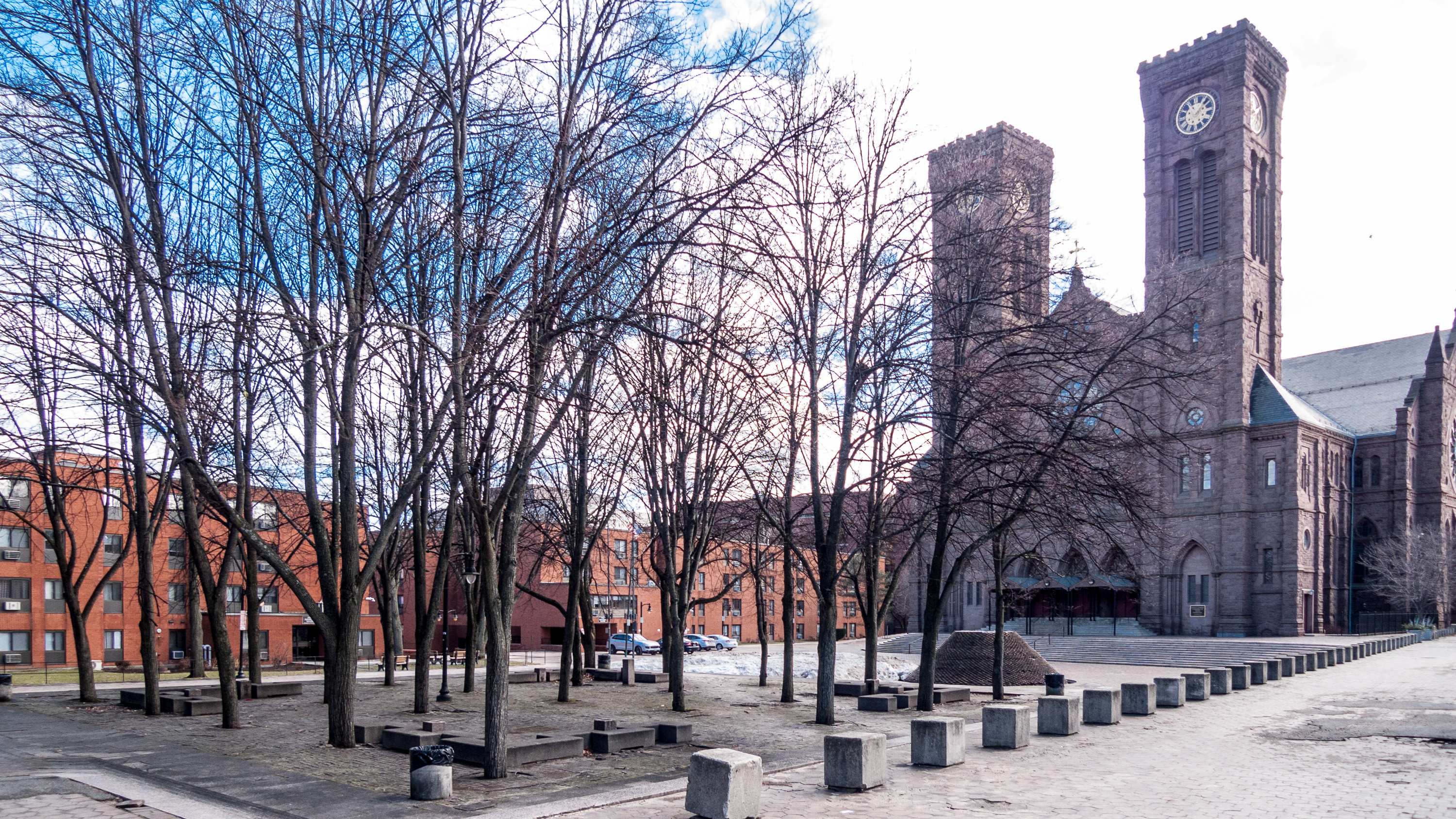
La plaça de la catedral de Providence, inspirada en el mercat grec de l'Àgora

Una altra ciutat que va recórrer a Pei per a la renovació urbana durant aquest temps va ser Providence a l'estat de Rhode Island. A la darreria de la dècada del 1960, Providence va contractar Pei per redissenyar la plaça de la catedral, un antic centre cívic bulliciós que havia quedat abandonat i buit, com a part d'un pla més ambiciós per redissenyar el centre de la ciutat. La nova plaça de Pei, inspirada en el mercat de l'Àgora grec, es va obrir el 1972. La ciutat es va quedar sense diners abans que el projecte Pei s'havia acabat. A més, la construcció recent d'un complex d'habitatges de baixos ingressos i la carretera interestatal 95 havia canviat el caràcter del barri de manera permanent. L'any 1974, The Providence Evening Bulletin va qualificar la nova plaça de Pei de fracàs notori. L'any 2016, els mitjans de comunicació van caracteritzar la plaça com una joia amagada poc visitada i abandonada.

### Augusta, Geòrgia

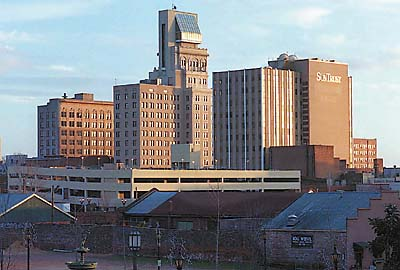
El distintiu àtic modern en forma de piràmide, dissenyat per Pei, que es va afegir a la part superior de l'històric edifici Lamar el 1976.

El 1974, la ciutat d'Augusta a l'estat de Geòrgia va recórrer a Pei i la seva empresa per a la revitalització del centre de la ciutat. L'edifici de la Cambra de Comerç i el Parc del Bicentenari es van completar a partir del seu pla. El 1976, Pei va dissenyar un àtic modern distintiu que es va afegir al sostre de l'històric edifici Lamar de l'arquitecte William Lee Stoddart, dissenyat el 1916. El 1980, Pei i la seva empresa van dissenyar el Centre Cívic Augusta, ara conegut com a James Brown Arena.

### Ajuntament de Dallas

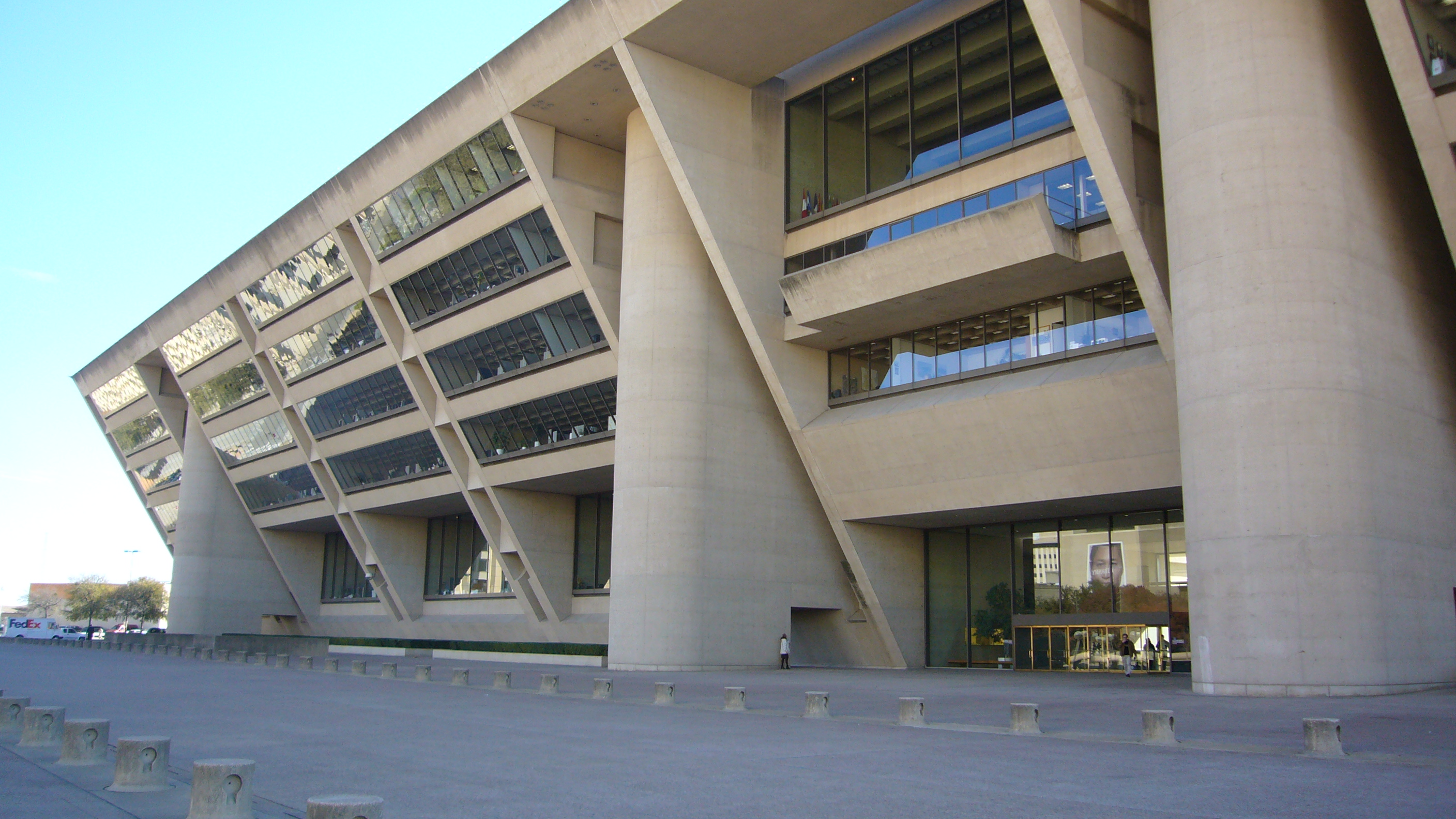
Pei volia que el disseny de l'Ajuntament de Dallas transmetia una imatge de la gent.

L'assassinat de Kennedy també va conduir indirectament a un altre encàrrec per a l'empresa de Pei. El 1964 l'alcalde en funcions de Dallas, Erik Jonsson, va començar a treballar per canviar la imatge del municipi. Dallas era coneguda i no li agradava com era la ciutat on havia estat assassinat el president, però Jonsson va iniciar un programa de renovació urbana. Un dels objectius era un nou ajuntament, que pogués ser un símbol de la gent. Jonsson, cofundador de Texas Instruments, va conèixer Pei pel seu soci Cecil Howard Green, que havia contractat l'arquitecte per a l'edifici de Ciències de la Terra del MIT.
L'aproximació de Pei al nou Ajuntament de Dallas va reflectir la d'altres projectes; va examinar els voltants i va treballar per encaixar-hi l'edifici. En el cas de Dallas, va passar dies reunint-se amb veïns de la ciutat i va quedar impressionat per llur orgull cívic. També va trobar que els gratacels del districte de negocis del centre dominaven l'horitzó i va intentar crear un edifici que pogués enfrontar-se als edificis alts i representar la importància del sector públic. Va parlar de crear «un diàleg publicoprivat amb els gratacels comercials».
Treballant amb el seu soci Theodore Musho, Pei va desenvolupar un disseny centrat en un edifici amb una part superior molt més ampla que la part inferior; la façana s'inclina en un angle de 34 graus, que protegeix l'edifici del sol de Texas. Davant de l'edifici s'estén una plaça, i una sèrie de columnes de suport el sostenen. Va ser influenciat per l'edifici del Tribunal Superior de Le Corbusier a Chandigarh a Índia; Pei va intentar aprofitar l'important voladís per unificar l'edifici i la plaça. El projecte va costar molt més del pressupost inicial i va trigar onze anys a completar-se. Els ingressos es van garantir en part mitjançant la inclusió d'un aparcament subterrani. L'interior de l'ajuntament és gran i espaiós; finestres al sostre per sobre del vuitè pis omplen de llum l'espai principal.
La ciutat de Dallas va rebre bé l'edifici, i un equip de notícies de televisió local va trobar l'aprovació unànime del nou ajuntament quan es va obrir oficialment al públic el 1978. El mateix Pei va considerar el projecte un succés. Va dir: «Potser és més fort del que m'hagués agradat; té més força que delicadesa». Va sentir que la seva relativa manca d'experiència el deixava sense les eines de disseny necessàries per refinar la seva visió, però als veïns  li va agradar prou l'ajuntament per convidar-lo a tornar. Al llarg dels anys, va dissenyar cinc edificis addicionals a la zona de Dallas.

### Hancock Tower, Boston

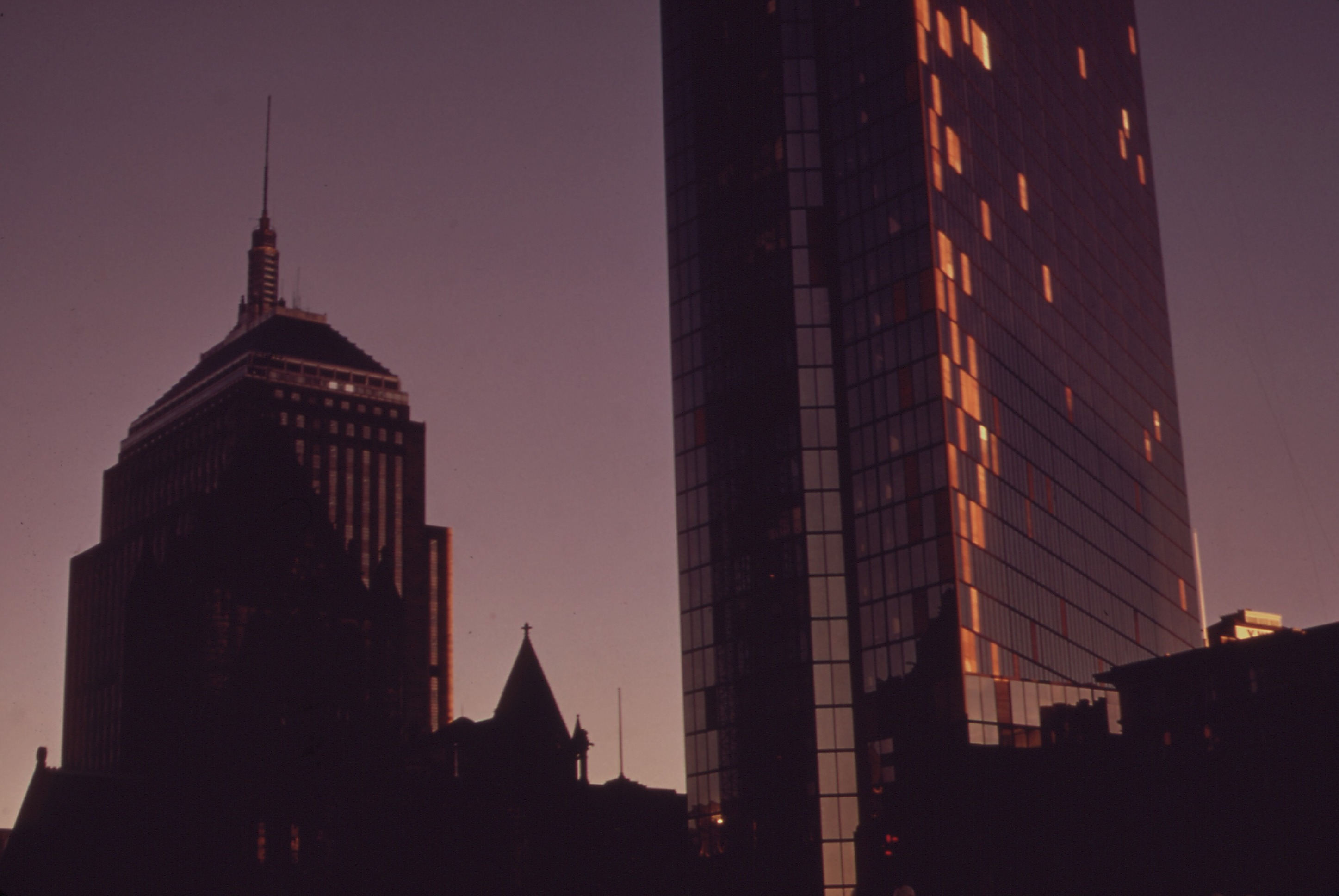
La desastrosa fallada de les finestres de la torre Hancock va obligar a substituir-les per fusta contraxapada; alguns l'anomenaven l'edifici de fusta més alt del món.

Mentre Pei i Musho coordinaven el projecte de Dallas, el seu soci Henry Cobb havia pres el timó d'un encàrrec a Boston. El president de John Hancock Insurance, Robert Slater, va contractar I.M. Pei & Partners per a dissenyar un edifici que pogués eclipsar la Torre Prudencial, aixecada pel seu rival.
Després que el primer pla de l'empresa va ser descartat perquè no tenia prou espai d'oficines, Cobb va desenvolupar un nou pla al voltant d'un paral·lelogram alt, inclinat lluny de l'església de la Trinitat i accentuat per una falca tallada a cada costat estret. Per minimitzar l'impacte visual, l'edifici es va cobrir amb grans panells de vidre reflectant; Cobb va dir que això convertiria l'edifici en un fons i paper per a les estructures més antigues que l'envolten. Quan la Hancock Tower es va acabar el 1976, era l'edifici més alt de la regió de Nova Anglaterra.

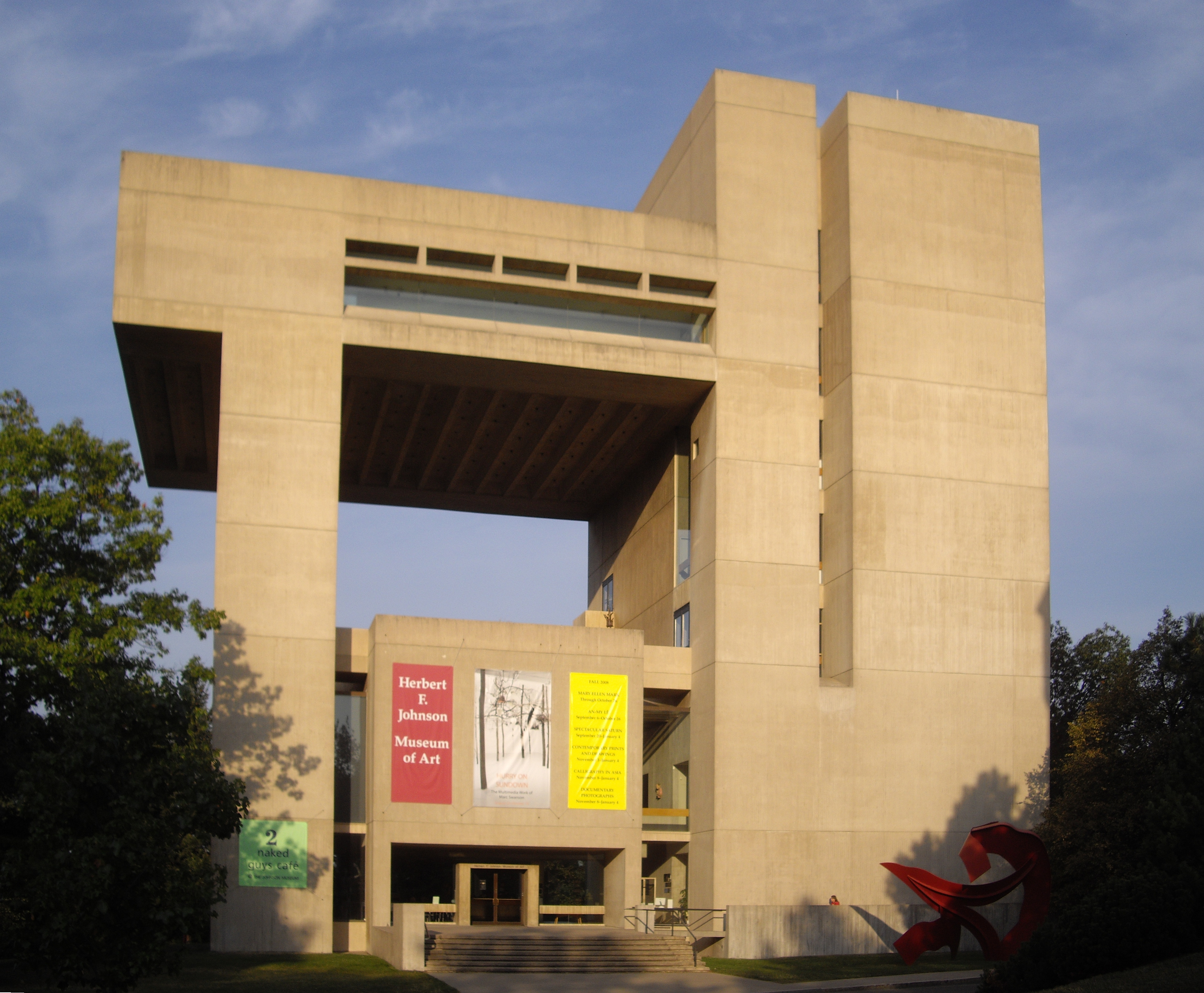
Museu d'Art Herbert F. Johnson, Universitat de Cornell

Els problemes greus d'execució es van palesar a la torre gairebé immediatament. Molts panells de vidre es van fracturar en una tempesta de vent durant la construcció el 1973. Alguns es van deslligar i van caure a terra, sense causar ferits, però això va despertar preocupació entre els veïns de Boston. Tota la torre va ser refeta amb panells més petits, el que en va augmentar significativament el cost. Hancock va demandar els fabricants de vidre, Libbey-Owens-Ford, així com I.M. Pei & Partners, per haver presentat plans que «no eren bons ni professionals». LOF va contrademandar Hancock per difamació, acusant l'empresa de Pei de mal ús dels seus materials; I.M. Pei & Partners va demandar LOF a canvi. Les tres es van conciliar extrajudicialment el 1981.
El projecte es va convertir en un albatros per a la firma de Pei. El mateix Pei es va negar a parlar-ne durant molts anys. El ritme dels nous encàrrecs es va alentir i els arquitectes del despatx van començar a cercar oportunitats a l'estranger. Cobb va treballar a Austràlia i Pei va agafar feines a Singapur, Iran i Kuwait. Tot i que va ser un moment difícil per a tots els implicats, Pei més tard va reflexionar amb resiliència sobre l'experiència. «Pasar per aquest judici ens va endurir», va dir. «Ens va ajudar a consolidar-nos com a socis; no ens vam rendir els uns als altres».

### National Gallery East Building, Washington, DC

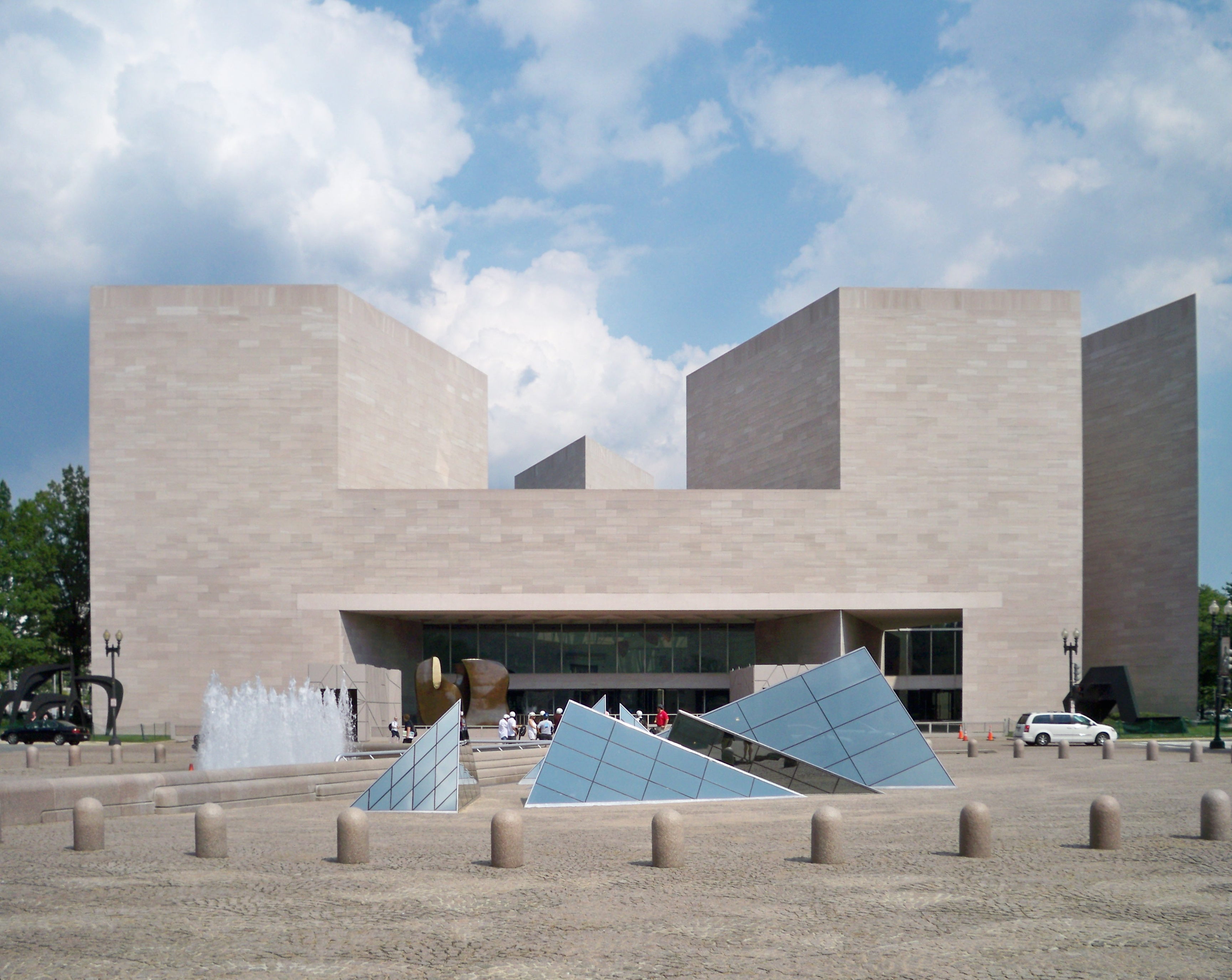
La revista Time va encapçalar la revisió del disseny de Pei per a l'Edifici Est Masterpiece on the Mall.

A mitjans de la dècada del 1960, els directors de la National Gallery of Art de Washington, DC, van declarar la necessitat d'un nou edifici. Paul Mellon, un benefactor principal de la galeria i membre del comitè de construcció, es va treballar amb el seu ajudant J. Carter Brown (que va ser promogut director de la galeria el 1969) per trobar un arquitecte. La nova estructura s'implantaria a l'est de l'edifici original, i tenia dues funcions: oferir un gran espai per a l'exposició de diverses col·leccions populars; i allotjar oficines, així com arxius per a beques i investigació. Van comparar l'abast de la nova instal·lació amb la Biblioteca d'Alexandria. Després d'inspeccionar l'obra de Pei al Des Moines Art Center d'Iowa i al Johnson Museum de la Universitat de Cornell, li van oferir l'encàrrec.
Pei va acceptar el projecte amb vigor i es va posar a treballar amb dos joves arquitectes que havia contractat recentment per al despatx, William Pedersen i Yann Weymouth. El primer obstacle va ser la forma inusual de l'obra, un trapezi de terra a la intersecció de les avingudes Constitution i Pennsylvania. La inspiració va sorprendre a Pei l'any 1968, quan va dibuixar un diagrama aproximat de dos triangles en un tros de paper. L'edifici més gran seria la galeria pública; el més petit albergaria oficines i arxius. Aquesta forma triangular va esdevenir una visió singular per a l'arquitecte. A mesura que s'acostava la data de començar les obres, Pedersen va suggerir al seu cap que un enfocament lleugerament diferent en facilitaria la construcció. Pei simplement va somriure i va dir: «Sense compromisos».
La creixent popularitat dels museus d'art va presentar reptes únics per a l'arquitectura. Mellon i Pei esperaven que grans multituds de gent visitessin el nou edifici, i ho van planificar en conseqüència. Amb aquesta finalitat, Pei va dissenyar un gran vestíbul cobert amb enormes lluernes. Al llarg de la perifèria hi ha galeries individuals, cosa que permet al públic tornar després de cada visita a l'àmplia sala principal. Més tard es va afegir al vestíbul una gran escultura mòbil de l'artista nord-americà Alexander Calder. Pei esperava que el vestíbul fos emocionant per al públic de la mateixa manera que la sala central del Museu Guggenheim a la ciutat de Nova York. El museu modern, va dir més tard, «ha de parar més atenció a la seva responsabilitat educativa, especialment als joves».

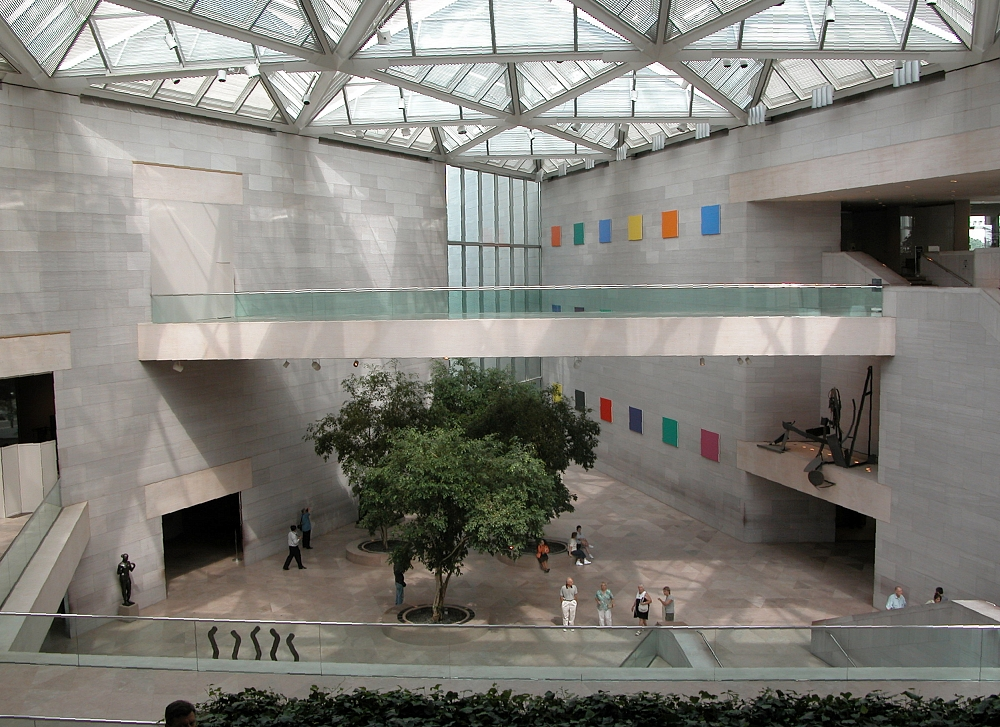
El crític Richard Hennessy es va queixar a Artforum de lambient de casa lúdica impactant de l'East Building.

Els materials per a l'exterior de l'edifici es van escollir amb una acurada precisió. Per fer coincidir l'aspecte i la textura de les parets de marbre de la galeria original, els constructors van tornar a obrir la pedrera de Knoxville, a l'estat de Tennessee, de la qual s'havia collit el primer lot de pedra. El projecte fins i tot va trobar i contractar Malcolm Rice, un supervisor de pedrera que havia supervisat el projecte original de la galeria de 1941. El marbre es va tallar en blocs de tres polzades de gruix i es va disposar sobre la base de formigó, amb blocs més foscos a la part inferior i blocs més clars a la part superior.
L'Edifici Est va ser homenatjat el 30 de maig de 1978, dos dies abans de la inauguració pública, amb una festa de corbata negra a la qual van assistir celebritats, polítics, benefactors i artistes. Quan es va inaugurar l'edifici, l'opinió popular va ser entusiasta. Grans multituds van visitar el nou museu i, en general, els crítics van el van aprovar. Ada Louise Huxtable va escriure a The New York Times que l'edifici de Pei era «una declaració palaciega de l'allotjament creatiu de l'art i l'arquitectura contemporanis». L'angle agut de l'edifici més petit ha estat una nota particular d'elogi per al públic; amb els anys s'ha tacat i desgastat de les mans dels visitants.
Alguns crítics no van agradar el disseny inusual, però, i van criticar la dependència dels triangles a tot l'edifici. D'altres van qüestionar el gran vestíbul principal, especialment el seu intent d'atreure visitants ocasionals. A la seva ressenya per a Artforum, el crític Richard Hennessy va descriure una atmosfera de casa lúdica impactant i aura de l'antic mecenatge romà. Un dels crítics més primerencs i vocals, però, va arribar a apreciar la nova galeria un cop la va veure en persona. Allan Greenberg havia menyspreat el disseny quan es va presentar per primera vegada, però més tard va escriure a J. Carter Brown: «Estic obligat a admetre que tens raó i m'he equivocat! L'edifici és una obra mestra».

### Fragrant Hills, Xina
Després que el president nord-americà Richard Nixon va fer la seva famosa visita de 1972 a la Xina, es va produir una onada d'intercanvis entre els dos països. Així, una delegació de l'Institut Americà d'Arquitectes hi va anar l'any 1974, a la qual s'hi va incorporar Pei. Va ser el seu primer viatge de tornada a la Xina des que se n'havia anat el 1935. Va ser rebut favorablement, va retornar la benvinguda amb comentaris positius i es va produir una sèrie de conferències. Pei va assenyalar en una conferència que des de la dècada del 1950 els arquitectes xinesos s'havien conformat amb imitar els estils occidentals; va instar el seu públic en una conferència a cercar inspiració en les tradicions de la Xina.

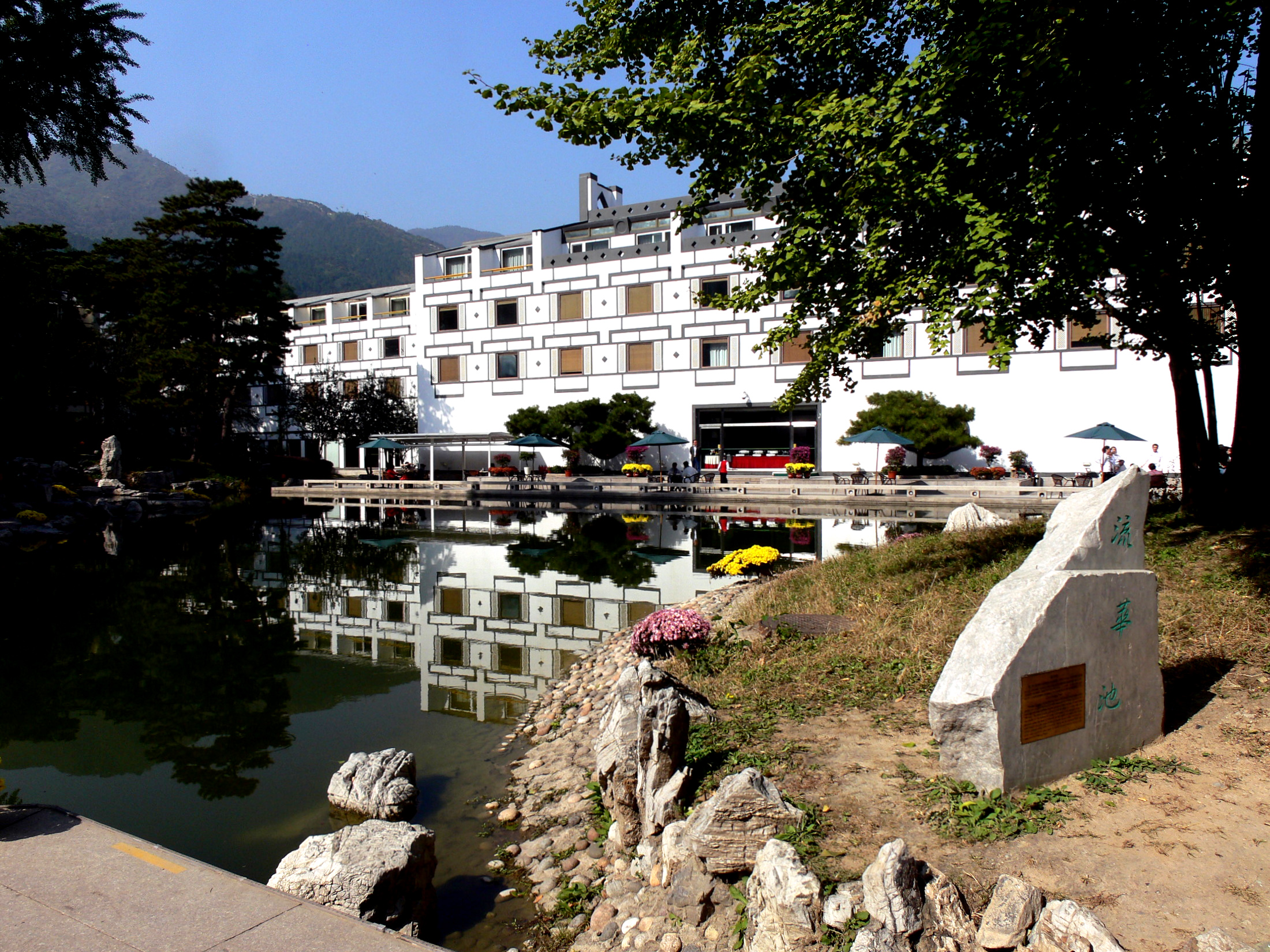
En Pei es va sorprendre per la resistència pública al seu disseny tradicional de l'hotel de Fragrant Hills a la Xina. Molta gent pensava que estava sent reaccionària, va dir.

L'any 1978 se li va demanar a Pei que engegués un projecte per al seu país d'origen. Després d'explorar uns llocs, Pei es va enamorar d'una vall que abans havia servit com a jardí imperial i reserva de caça coneguda com Fragrant Hills. El lloc albergava un hotel decrèpit; En Pei va ser convidat a enderrocar-lo i construir-n'hi un de nou. Com és habitual, va abordar el projecte considerant acuradament el context i la finalitat. Així mateix, considerava els estils modernistes inadequats per a l'escenari i va cercar «una tercera via».
Després de visitar la seva casa ancestral a Suzhou, Pei va crear un disseny basat en algunes tècniques senzilles però matisades que admirava en els edificis residencials tradicionals xinesos. Entre aquests hi havia jardins abundants, integració amb la natura i consideració de la relació entre tancament i obertura. El disseny de Pei incloïa un gran atri central cobert per panells de vidre que funcionava molt com el gran espai central del seu East Building de la National Gallery. Les obertures de diverses formes a les parets convidaven els hostes a veure el paisatge natural més enllà. Els xinesos més joves que esperaven que l'edifici exhibís una mica de sabor cubista pel qual Pei s'havia fet conegut es van decebre, però els funcionaris i els arquitectes del govern van estimar la creació.
L'hotel, amb 325 habitacions i un atri central de quatre plantes, va ser dissenyat per adaptar-se perfectament al seu context natural. Especialment, li preocupaven els arbres de la zona, i es va tenir especial cura de talar-ne com menys millor. Va treballar amb un expert de Suzhou per preservar i renovar un laberint d'aigua de l'hotel original, un dels únics cinc del país. Pei també va ser minuciós amb la disposició dels objectes al jardí de darrere de l'hotel; fins i tot va insistir a transportar 230 ST de roques del sud-oest de la Xina per adaptar-se a l'estètica natural. Un soci de Pei va dir més tard que mai va veure l'arquitecte tan implicat en un projecte.
Durant la construcció, una sèrie d'errors van xocar amb la manca de tecnologia del país per tensar les relacions entre arquitectes i constructors. Mentre que 200 més o menys, els treballadors podrien haver estat utilitzats per a un edifici similar als Estats Units, el projecte Fragrant Hill va donar feina a més de 3.000 treballadors. Això va ser principalment perquè l'empresa constructora no tenia les màquines sofisticades utilitzades en altres llocs. Els problemes van continuar durant mesos, fins que Pei va tenir un moment inusualment emotiu durant una reunió amb funcionaris xinesos. Més tard va explicar que les seves accions incloïen «cridar i colpejar la taula» amb frustració. El personal de disseny va notar una diferència en la manera de treballar entre la tripulació després de la reunió. Tanmateix, quan s'acostava l'obertura, en Pei va trobar que l'hotel encara necessitava feina. Va començar a fregar el terra amb la seva dona i va ordenar als seus fills que fessin llits i aspiressin el terra. Les dificultats del projecte van comportar una tensió emocional i física per a la família Pei.
L'hotel Fragrant Hill es va obrir el 17 d'octubre de 1982, però ràpidament va caure en mal estat. Un membre del personal de Pei va tornar per visitar-lo uns anys després i va confirmar l'estat ruïnós de l'hotel. Ell i Pei van atribuir això a la desconeixement general del país amb els edificis de luxe. La comunitat arquitectònica xinesa de l'època va donar poca atenció a l'estructura, ja que el seu interès en aquell moment es va centrar en el treball de postmodernistes nord-americans com Michael Graves.

### Javits Convention Center, Nova York

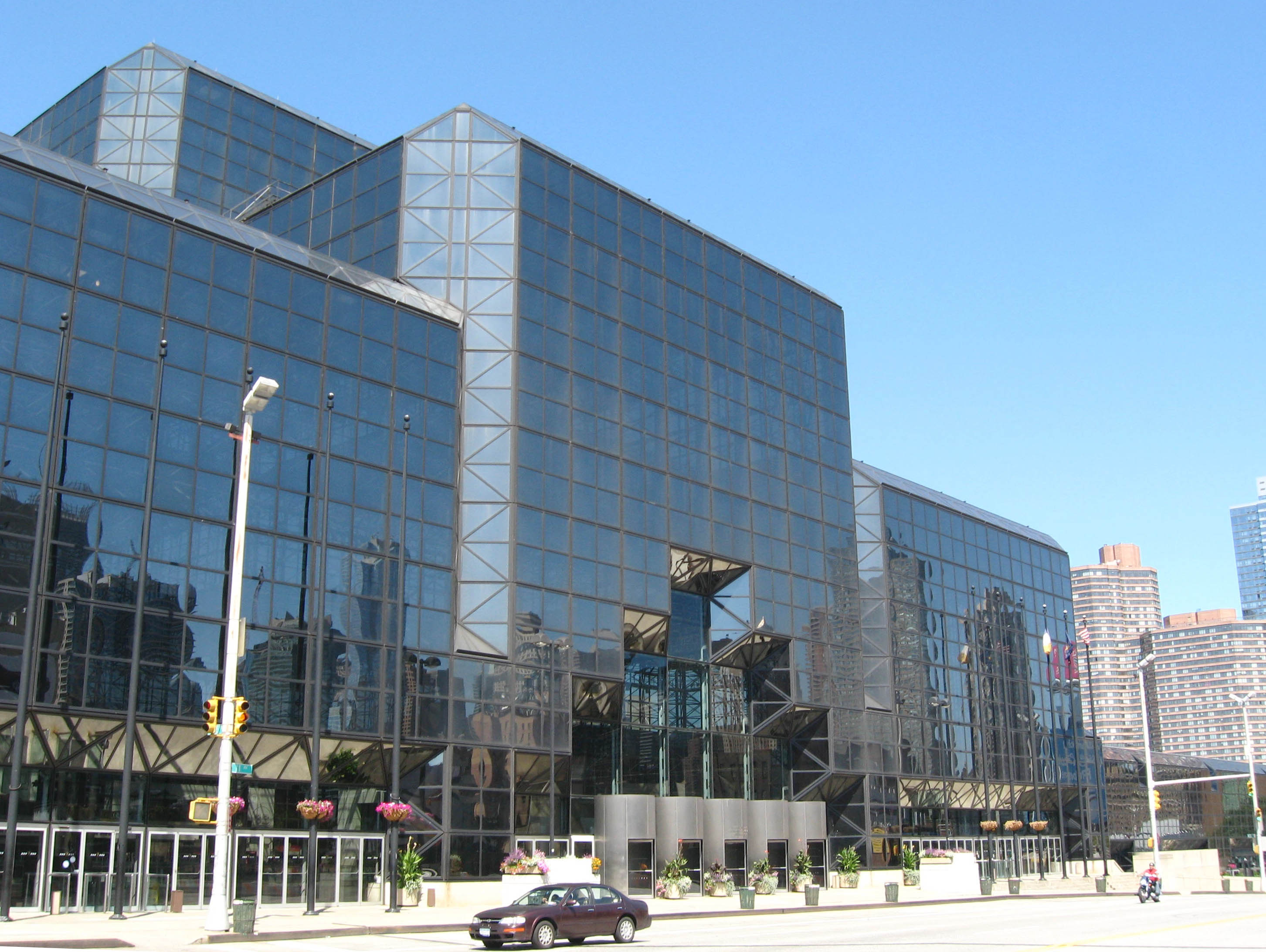
Pei va dir sobre el Jacob K. Javits Convention Center: Les complicacions van superar fins i tot les meves expectatives.

Quan el projecte Fragrant Hill s'acostava a la finalització, Pei va començar a treballar al Jacob K. Javits Convention Center a la ciutat de Nova York, per al qual el seu associat James Freed va exercir com a dissenyador principal. Amb l'esperança de crear una institució comunitària vibrant al que aleshores era un barri degradat al costat oest de Manhattan, Freed va desenvolupar una estructura recoberta de vidre amb un complex espai espacial de barres i esferes metàl·liques interconnectades.
El centre de congressos va ser afectat des del principi per problemes de pressupost i errors de construcció. Les regulacions de la ciutat prohibeixen que un contractista general tingui l'autoritat final sobre el projecte, de manera que els arquitectes i el director del programa Richard Kahan van haver de coordinar l'ampli ventall de constructors, lampistes, electricistes i altres treballadors. Els globus d'acer forjat que s'utilitzaven al marc espacial van arribar al lloc amb esquerdes i altres defectes: 12.000 van ser rebutjats. Aquests i altres problemes van portar a comparacions dels mitjans amb la desastrosa torre Hancock. Un funcionari de la ciutat de Nova York va culpar Kahan de les dificultats, entre d'altres perquè les flors arquitectòniques de l'edifici haurien set responsables dels retards i les crisis financeres. El Centre Javits va obrir les portes el 3 d'abril de 1986 amb una acollida generalment positiva.

### Gran Louvre, París

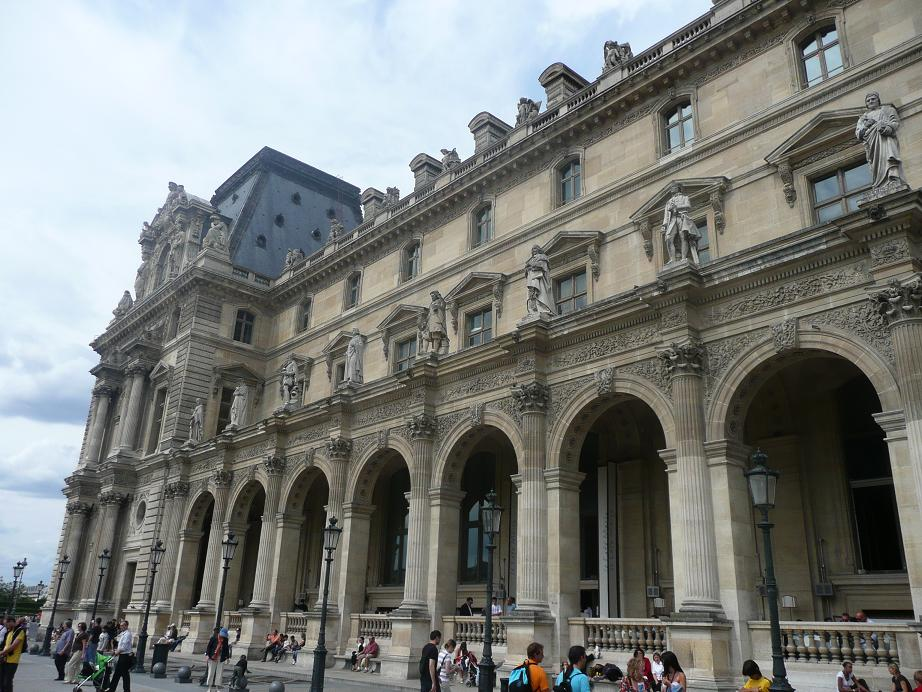
Pei era molt conscient, com deia, que la història de París estava incrustada a les pedres del Louvre.

Quan François Mitterrand va ser elegit president de França el 1981, va exposar un pla ambiciós per a una varietat de projectes de construcció. Un va ser la renovació del Louvre. Mitterrand va nomenar el funcionari Émile Biasini per supervisar-la. Després de visitar museus d'Europa i dels Estats Units, inclosa la National Gallery dels Estats Units, va demanar a Pei que s'unís a l'equip. L'arquitecte va fer tres viatges secrets a París, per determinar la viabilitat del projecte; només un empleat del museu sabia per què hi era. Finalment, Pei va acceptar que un nou projecte de construcció no només era possible, sinó necessari per al futur del museu. Així va ser el primer arquitecte estranger que va treballar al Louvre.
El cor del nou disseny incloïa no només una renovació de la Cour Napoléon enmig dels edificis, sinó també una transformació dels interiors. Pei va proposar una entrada central, no diferent del vestíbul de l'edifici de la National Gallery East, que uniria les tres ales principals al voltant de l'espai central. A continuació hi hauria un complex de plantes addicionals amb finalitats de recerca, emmagatzematge i manteniment. Al centre del pati va dissenyar una piràmide de vidre i acer, proposada per primera vegada amb la Biblioteca Kennedy, per servir d'entrada i claraboia d'avantsala. Es va reflectir per una piràmide invertida a l'oest, per reflectir la llum solar al complex. Aquests dissenys eren en part un homenatge a la geometria exigent de l'arquitecte paisatgista francès André Le Nôtre. Pei també va trobar la forma de piràmide més adequada per a una transparència estable i la va considerar «més compatible amb l'arquitectura del Louvre, especialment amb els plànols facetats de les seves cobertes».
A Biasini i Mitterrand els agradaven els plans, però l'abast de la renovació va desplaure a l'administrador del Louvre André Chabaud. Va dimitir del càrrec, denunciant que el projecte era inviable i implicava riscos arquitectònics. Alguns sectors del públic francès també van reaccionar durament al disseny, sobretot a causa de la piràmide. Un crític el va qualificar de «gegantí i ruïnós aparell»; un altre va acusar Mitterrand de despotisme per infligir a París l'atrocitat. Pei estimava que 90 % dels parisencs es van oposar al seu disseny. «Vaig rebre moltes mirades d'ira als carrers de París», va dir. Algunes condemnes tenien connotacions nacionalistes. Un oponent va escriure: «Em sorprèn que hom vagi a cercar un arquitecte xinès a Amèrica per tractar el cor històric de la capital de França».

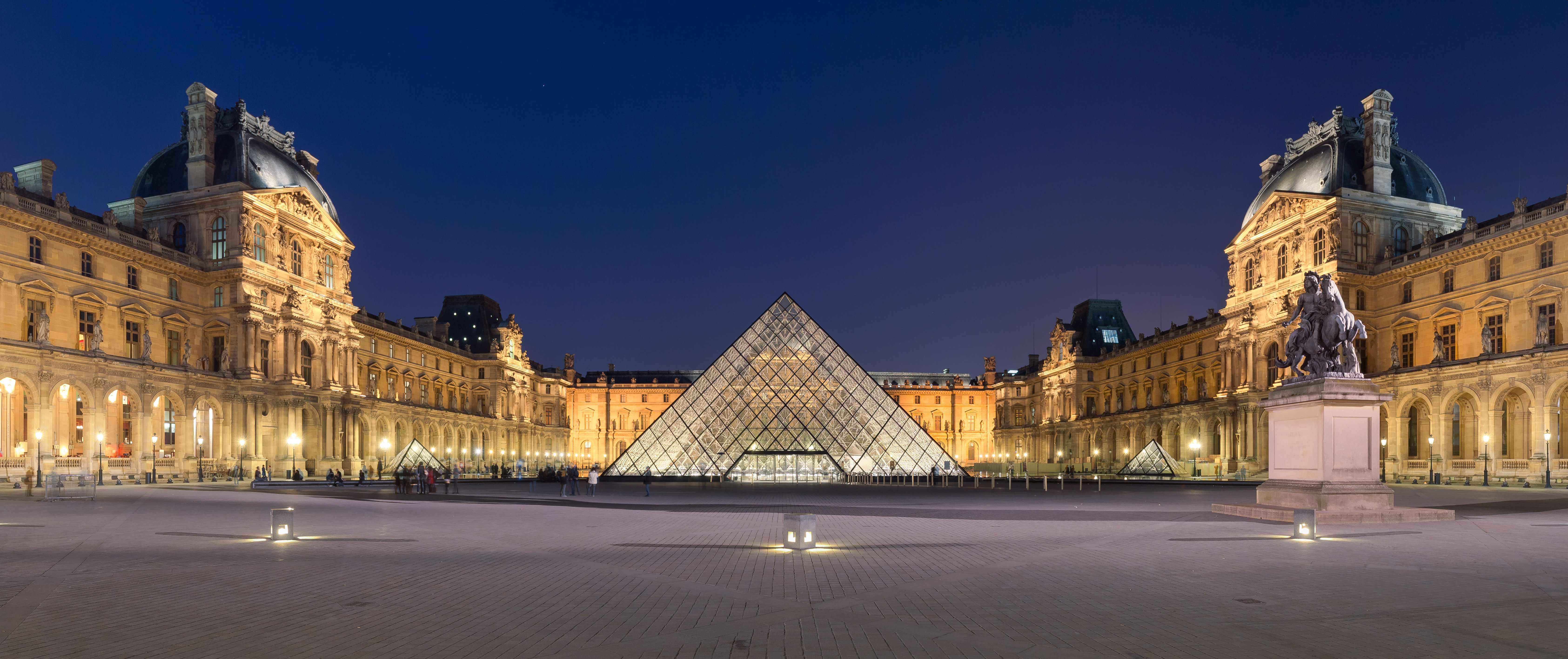
Pei va decidir que una piràmide era més compatible amb les altres estructures del Louvre, complementant els plans facetats dels seus sostres.

Aviat, però, Pei i el seu equip van aconseguir el suport de diverses icones culturals clau, com ara el director d'orquestra Pierre Boulez i Claude Pompidou, vídua de l'antic president francès Georges Pompidou, després de qui va rebre el nom del centre Georges Pompidou, igualment controvertit. En un intent d'alleujar la ira del públic, Pei va acceptar un suggeriment de l'aleshores alcalde de París Jacques Chirac i va col·locar un model de la piràmide, fet de cables a escala real al pati. Chirac finalment es va convèncer després que fos acceptada la sol·licitud d’un aparcament subterrani per alliberar els molls del Sena. Es va exposar durant quatre dies i uns 60.000 persones van visitar el lloc. Alguns crítics van mitigar llu oposició després de veure l'escala proposada de la piràmide.
Pei va exigir vidres transparents. La piràmide es va construir al mateix temps que els nivells subterranis inferiors, cosa que va causar dificultats durant les obres. Mentre treballaven, els equips de construcció es van trobar amb un conjunt de restes d'habitacions que contenien 25.000 elements històrics; aquests es van incorporar a la resta de l'estructura per afegir una nova zona d'exposició.
La nova Cour Napoléon es va obrir al públic el 14 d'octubre de 1988, i l'entrada de la Piràmide es va obrir el març següent. En aquest moment, l'oposició pública s'havia suavitzat; una enquesta va trobar un 56% d'aprovació per a la piràmide, amb un 23% encara oposat. El diari Le Figaro havia criticat amb vehemència el disseny de Pei, però més tard va celebrar el desè aniversari amb un suplement dedicat a la piràmide. El príncep Carles de Gran Bretanya va examinar el nou lloc amb curiositat i el va declarar «meravellós, molt emocionant». Un escriptor de Le Quotidien de Paris va escriure: «La tan temuda piràmide s'ha tornat adorable».
L'experiència va ser esgotadora per a en Pei, però també gratificant. «Després del Louvre», va dir més tard, «he pensat que cap projecte seria massa difícil. «La piràmide va obtenir reconeixement internacional més estès pel seu paper en la trama de la novel·la El codi Da Vincide Dan Brown, sobretot qua van aparéixer en l'escena final de l'adaptació cinematografica de la novel·la. La piràmide del Louvre es va convertir en l'estructura més famosa de Pei.

### Meyerson Symphony Center, Dallas
L'obertura de la piràmide del Louvre va coincidir amb altres quatre projectes en què Pei va treballar, el que va fer que el crític d'arquitectura Paul Goldberger declarés el 1989 «l'any de Pei» a The New York Times. També va ser l'any en què l'empresa de Pei va canviar el seu nom a Pei Cobb Freed & Partners, per reflectir la creixent estatura i el protagonisme dels seus associats. Als 72 anys, en Pei havia començat a pensar en la jubilació, però va continuar treballant llargues hores per veure sortir a la llum els seus dissenys.

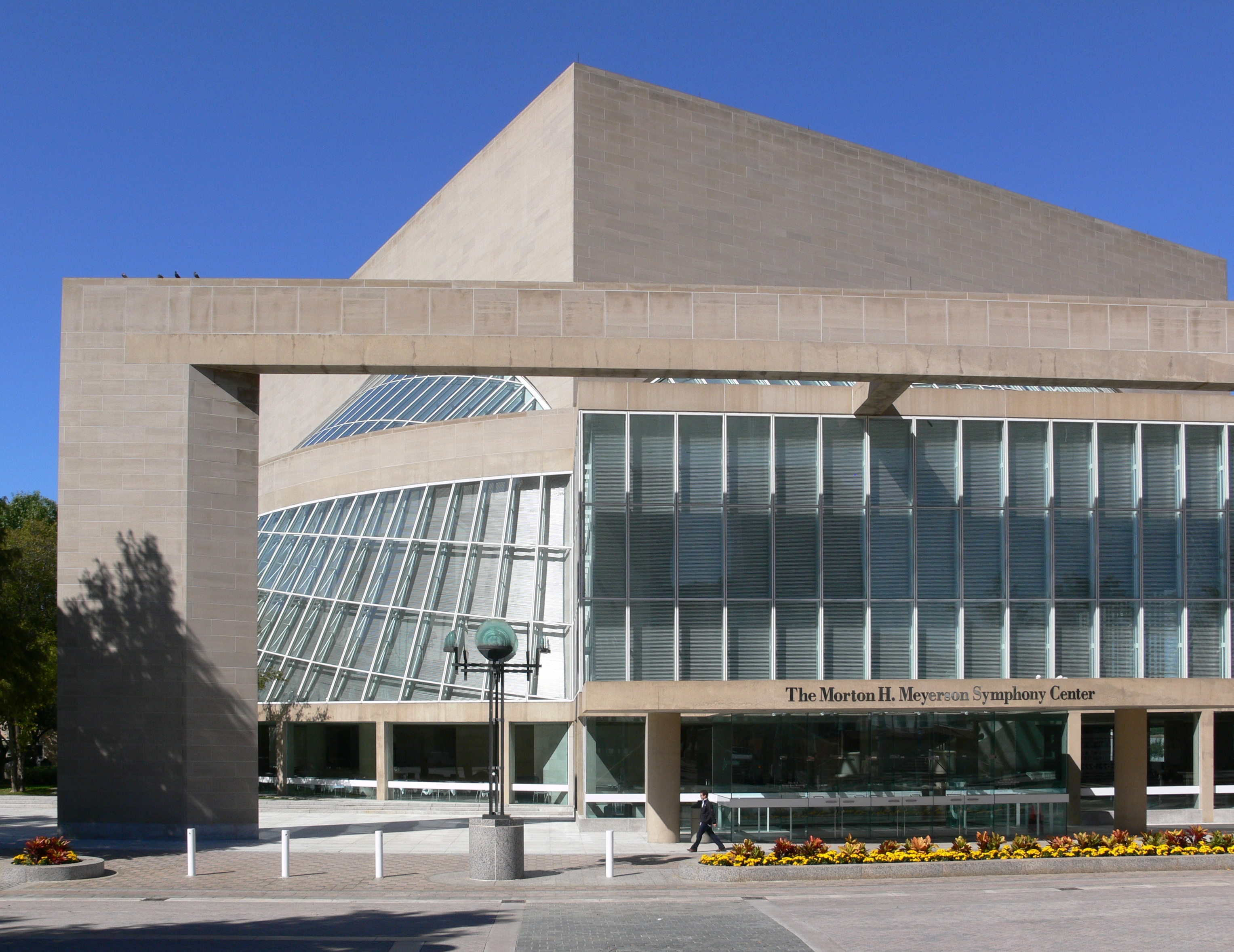
Encara que normalment dissenyava totalment a mà, Pei va utilitzar un ordinador per confirmar els espais del Morton H. Meyerson Symphony Center de Dallas.

Un dels projectes va dur Pei de tornada a Dallas, al Texas, per dissenyar el Morton H. Meyerson Symphony Center. L'èxit dels artistes intèrprets de la ciutat, especialment l'Orquestra Simfònica de Dallas dirigida aleshores pel director Eduardo Mata, va provocar l'interès dels líders de la ciutat per crear un centre modern d'arts musicals que pogués rivalitzar amb les millors sales d'Europa. El comitè organitzador es va posar en contacte amb 45 arquitectes. A principi Pei no hi va respondre, pensant que la seva obra a l'Ajuntament de Dallas havia deixat una impressió negativa. Un dels seus companys d'aquell projecte, però, va insistir que es reunís amb el comitè. Ho va fer i, tot i que seria la seva primera sala de concerts, la comissió va votar per unanimitat oferir-li l'encàrrec. Com va dir un membre: «Estàvem convençuts que aconseguiríem que el millor arquitecte del món posés el seu millor peu».
Com que hauria de ser una sala de concert, era menester un disseny centrat primer en l'acústica, després l'accés públic i l'estètica exterior. Amb aquesta finalitat, es va contractar un tècnic de so professional per dissenyar l'interior. Va proposar un auditori de caixa de sabates, utilitzat en els dissenys aclamats de les principals sales simfòniques europees com el Concertgebouw d'Amsterdam i el Musikverein de Viena. Pei es va inspirar per als ajustos en els dissenys de l'arquitecte alemany Johann Balthasar Neumann, especialment la Basílica dels Catorze Sants Auxiliadors. També va tractar d'incorporar-hi part de l'emoció de l'Òpera de París dissenyada per Charles Garnier.
Pei va posar la «caixa de sabates rígida» en angle amb la xarxa del carrer circumdant, connectada a l'extrem nord a un llarg edifici d'oficines rectangular, i tallada pel mig amb una varietat de cercles i cons. El disseny intentava reproduir amb característiques modernes les funcions acústiques i visuals d'elements tradicionals com la filigrana. El projecte era arriscat: els seus objectius eren ambiciosos i qualsevol defecte acústic imprevist seria pràcticament impossible de resoldre un cop acabada la sala. Pei va admetre que no sabia del tot com aniria tot. «Només puc imaginar-ne 60 % de l'espai d'aquest edifici», va dir durant les primeres etapes. «La resta em sorprendrà tant com a tots els altres». A mesura que el projecte es desenvolupava, els costos van augmentar constantment i alguns patrocinadors van considerar retirar el suport. El magnat multimilionari Ross Perot va fer una donació de 10 milions de dòlars, amb la condició que sigui nomenat en honor a Morton H. Meyerson, el mecenes de les arts de Dallas des de fa temps.
Després de la inauguració, sense tardar va obtenir elogis de tothom, sobretot per l'acústica. Després d'assistir a una setmana d'actuacions a la sala, un crític musical de The New York Times va escriure un relat entusiasta de l'experiència i va felicitar els arquitectes. Un dels socis de Pei li va dir durant una festa abans de la inauguració que la sala simfònica era «un edifici molt madur»; va somriure i va respondre: «Ah, però he hagut d'esperar tant?»

### Banc de la Xina, Hong Kong
El 1982 havia arribat una nova oferta per a Pei del govern xinès. Amb la vista cap a la transferència de la sobirania sobre Hong Kong dels britànics el 1997, les autoritats de la Xina van demanar l'ajuda de Pei per a una nova torre per a la sucursal local del Bank of China. El govern xinès es preparava per a una nova onada de compromisos amb el món exterior i buscava una torre que representés la modernitat i la força econòmica. Tenint en compte la història de l'ancià Pei amb el banc abans de l'adquisició comunista, els funcionaris del govern van visitar l'home de 89 anys a Nova York per obtenir l'aprovació de la participació del seu fill. Aleshores, Pei va parlar llargament amb el seu pare sobre la proposta. Tot i que l'arquitecte va seguir dolgut per l'experiència amb Fragrant Hills, va acceptar l'encàrrec.

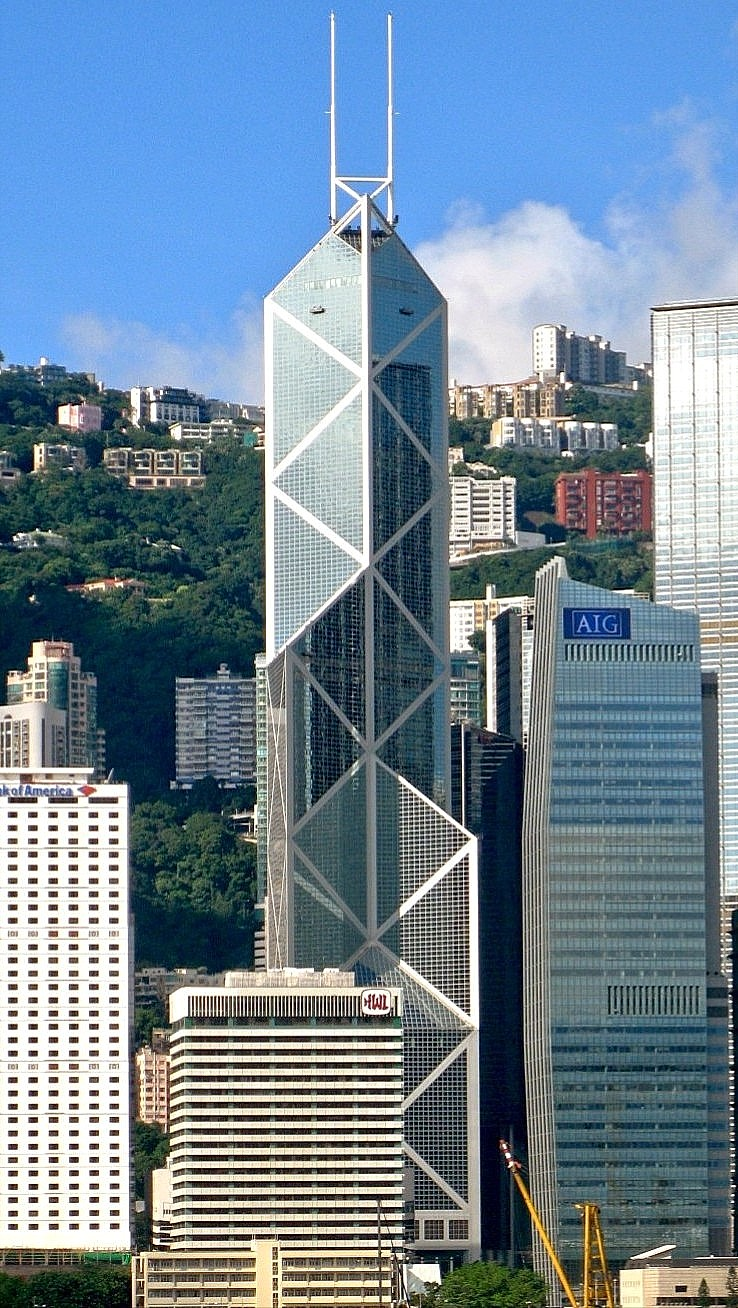
El tronc de la torre del Banc de la Xina s'assembla al bambú en creixement, símbol de vitalitat en la cultura xinesa.

El lloc proposat al districte central de Hong Kong no era ideal; un embull de carreteres el va vorejar per tres costats. La zona també havia estat la seu d'un quarter general de la policia militar japonesa durant la Guerra Mundial II, i era conegut per la tortura dels presoners. La petita parcel·la de terra feia necessària una torre alta, i en Pei normalment havia defugit d'aquests projectes; a Hong Kong especialment, els gratacels no tenien cap caràcter arquitectònic real. Sense inspiració i sense saber com apropar-se a l'edifici, en Pei va fer un cap de setmana de vacances a la casa familiar de Katonah a l'estat de Nova York. Hi va experimentar amb un paquet de pals fins que es va trobar amb una seqüència en cascada.
Pei va considerar que el seu disseny per a la Torre del Banc de la Xina havia de reflectir «les aspiracions del poble xinès». El disseny que va desenvolupar per al gratacels no només era únic en aparença, sinó que també era prou sòlid per superar els rigorosos estàndards de resistència al vent de la ciutat. L'edifici té quatre eixos triangulars que s'aixequen a partir d'una base quadrada, recolzats en una estructura de gelosia visible que distribueix l'esforç a les quatre cantonades de la base. Utilitzant el vidre reflectant que era la seva marca, Pei va organitzar la façana al voltant d'un arriostrament diagonal en una unió d'estructura i forma que reitera el motiu del triangular establert en el plànol. A la part superior, va dissenyar les cobertes en angles inclinats per adaptar-se a l'estètica ascendent de l'edifici. Alguns defensors influents del fengshui a Hong Kong i la Xina van criticar el disseny, i Pei i els funcionaris del govern van respondre amb ajustos simbòlics.
Quan la torre estava gairebé acabada, Pei es va sorprendre en presenciar la massacre de civils desarmats per part del govern a les protestes de la plaça de Tiananmen de 1989. Va escriure un article d'opinió per al The New York Times titulat «La Xina no serà mai la mateixa», en el qual va dir que els assassinats «arrancaven el cor d'una generació que porta l'esperança per al futur del país». La massacre va pertorbar profundament tota la seva família i va escriure que «la Xina està embrutada».

### 1990–2019: projectes de museus

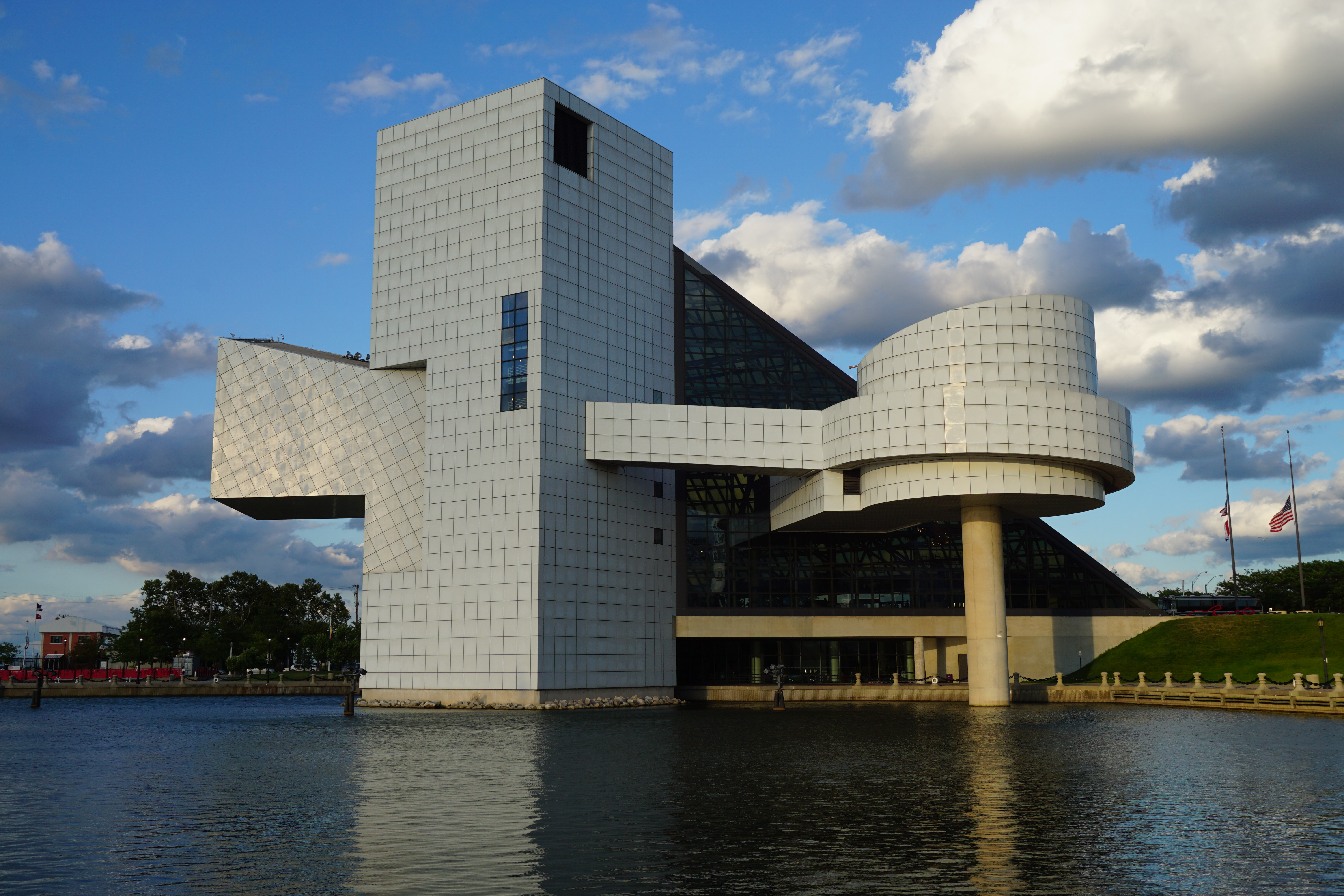
Un membre del personal va simpatitzar amb les frustracions de Pei amb la manca d'organització al Rock and Roll Hall of Fame, i va admetre que estava operant en el buit.

Quan van començar la dècada del 1990, Pei es va implicar menys amb la seva empresa. La plantilla havia començat a reduir-se i en Pei es volia dedicar a projectes més petits que permetessin més creativitat. Abans de fer aquest canvi, però, es va posar a treballar en el seu últim gran projecte com a soci actiu: el Rock and Roll Hall of Fame a Cleveland a l'estat d'Ohio. Tenint en compte el seu treball sobre bastions de l'alta cultura com el Louvre i la National Gallery dels Estats Units, alguns crítics es van sorprendre per la seva associació amb el que molts consideraven un homenatge a la baixa cultura. Els patrocinadors de la sala, però, van cercar Pei concretament per aquest motiu; volien que l'edifici tingués una aura de respectabilitat des del principi. Pei va acceptar l'encàrrec en part pel repte únic que presentava.
Utilitzant una paret de vidre per a l'entrada, d'aspecte semblant a la piràmide del Louvre, Pei va revestir l'exterior de l'edifici principal amb metall blanc i va col·locar un gran cilindre en una perxa estreta per servir com a espai d'actuació. La combinació d'embolcalls descentrats i parets en angle va ser, va dir Pei, dissenyada per donar «una sensació d'energia juvenil tumultuosa, rebel, que s'agita».
L'edifici es va inaugurar l'any 1995 i va ser rebut amb elogis moderats. El New York Times el va qualificar d'«un bon edifici», però Pei va ser dels que van ser decebuts amb el resultat. Els primers inicis del museu a Nova York, combinats amb una missió poc clara, van crear una comprensió difusa entre els líders del projecte per precisar el que volien. Tot i que la ciutat de Cleveland es va beneficiar molt de la nova atracció turística, Pei n'estava descontent.
Al mateix temps, Pei va dissenyar un nou museu per a Luxemburg, el Musée d'art moderne Grand-Duc Jean, conegut comunament com el Mudam. A partir de la forma original de les muralles de Fort Thüngen onés el museu, Pei va planejar eliminar una part de la fundació original. Tanmateix, la resistència pública a la pèrdua històrica va obligar a una revisió del pla, i el projecte va ser gairebé abandonat. La mida de l'edifici es va reduir a la meitat i es va retrocedir dels segments de paret originals per preservar els fonaments. Pei era decebut amb les modificacions, però va continuar implicat en el procés de construcció fins i tot durant la construcció.
El 1995, Pei va ser contractat per dissenyar una ampliació del Deutsches Historisches Museum, o Museu Històric Alemany de Berlín. Tornant al repte de l'East Building de la National Gallery dels Estats Units, Pei va treballar per combinar un enfocament modernista amb una estructura principal clàssica. Va descriure l'addició del cilindre de vidre com un far, i la va completar amb un sostre de vidre per permetre que hi hagi molta llum natural a l'interior. Pei va tenir dificultats per treballar amb els funcionaris del govern alemany en el projecte; el seu enfocament utilitari xocava amb llur passió per l'estètica. «Ells pensaven que no era més que un problema», va dir.
Pei també va treballar en aquest moment en dos projectes per a un nou moviment religiós japonès anomenat Shinji Shumeikai. Va ser abordat pel líder espiritual del moviment, Kaishu Koyama, que va impressionar l'arquitecte amb la seva sinceritat i voluntat de donar-li una llibertat artística important. Un dels edificis era un campanar, dissenyat per assemblar-se al bachi utilitzat quan es toquen instruments tradicionals com el shamisen. Pei no era familiaritzat amb les creences del moviment, però les va explorar per representar alguna cosa significativa a la torre. Com va dir: «Va ser una recerca d'una mena d'expressió que no és gens tècnica».

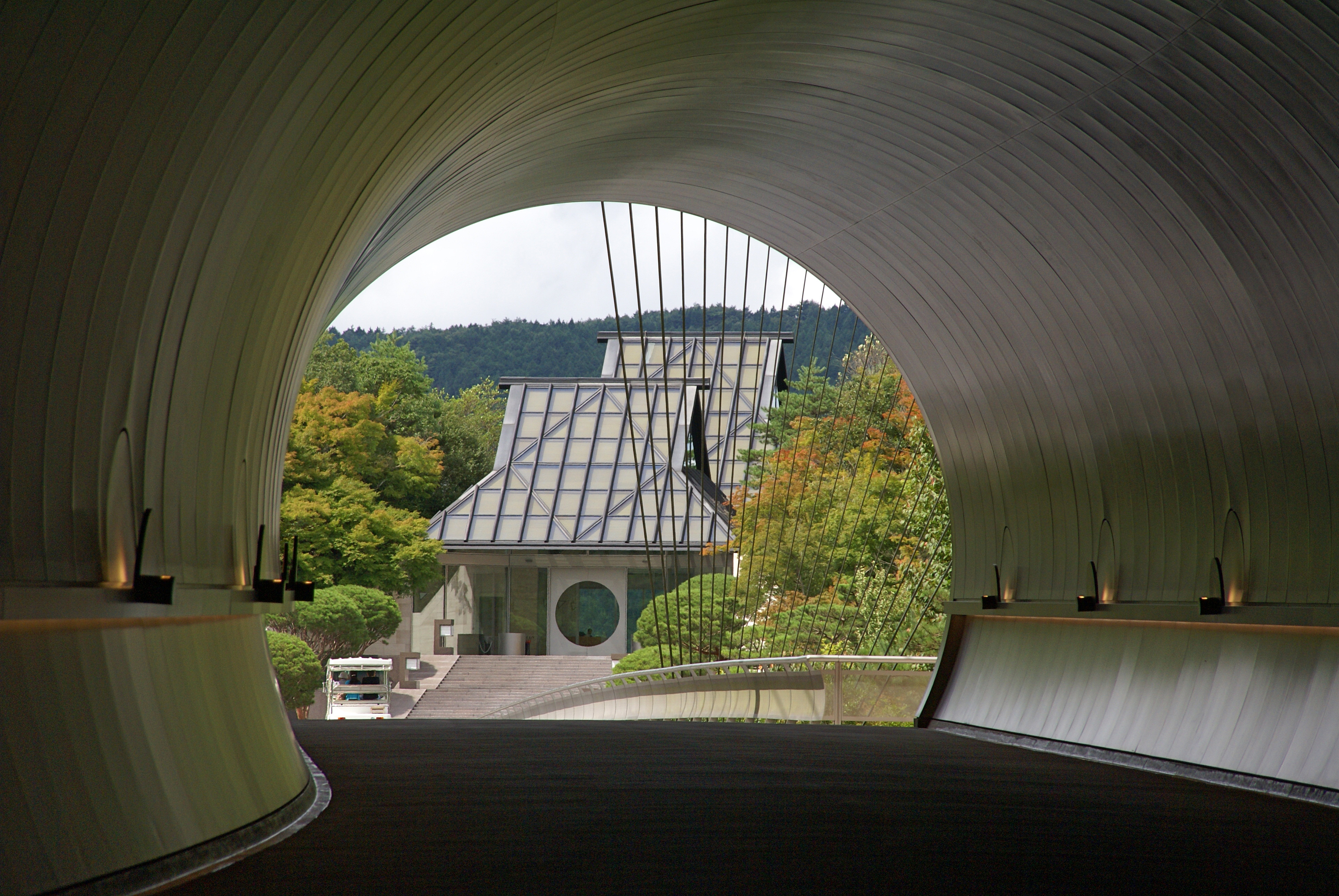
El túnel de Pei a través d'una muntanya que condueix al Museu Miho es va inspirar en part en una història del poeta xinès del segle IV Tao Yuanming.

L'experiència va ser gratificant per a Pei, i de seguida va acceptar tornar a treballar amb el grup. El nou projecte va ser el Museu Miho, per mostrar la col·lecció d'artefactes de la cerimònia del te de Koyama. Pei va visitar el lloc a la prefectura de Shiga i durant les seves converses va convèncer Koyama perquè ampliés la seva col·lecció. Va fer una cerca global i en va adquirir més de tres-cents objectes que il·lustren la història de la Ruta de la seda.
Un dels grans reptes va ser l'acostament al museu. L'equip japonès va proposar una carretera sinuosa amunt de la muntanya, no molt diferent de l'aproximació a l'edifici NCAR a Colorado. En canvi, Pei va ordenar tallar un forat a través d'una muntanya propera, connectat a una carretera principal mitjançant un pont suspès de noranta-sis cables d'acer i recolzat per un pal situat a la muntanya. El museu en si es va construir a la muntanya, amb 80 % de l'edifici sota terra.
Quan va dissenyar l'exterior, Pei es va inspirar de la tradició dels temples japonesos, especialment els de Kyoto. Va crear un marc espacial concís embolicat amb pedra calcària francesa i cobert amb un sostre de vidre. Pei també va supervisar detalls decoratius específics, com ara un banc al vestíbul d'entrada, tallat en un arbre keyaki de 350 anys. A causa de la considerable riquesa de Koyama, els diners no van ser un obstacle; S'estima el cost del projecte en 350 milions de dòlars americans.
Durant la primera dècada dels anys 2000, Pei va dissenyar una varietat d'edificis, inclòs el Museu de Suzhou, a prop de la seva casa natal. També va dissenyar el Museu d'Art Islàmic de Doha a l'estat de Qatar, a petició de la família Al-Thani. Tot i que inicialment estava previst per a la carretera de la cornisa al llarg de la badia de Doha, Pei va convèncer els coordinadors del projecte de construir una nova illa per crear l'espai necessari. Després va passar sis mesos recorrent la regió i examinant mesquites a Espanya, Síria i Tunísia. Va quedar especialment impressionat per l'elegant simplicitat de la mesquita d'Ibn Tulun al Caire.
Un any més, Pei va buscar combinar nous elements de disseny amb l'estètica clàssica més adequada al lloc de l'edifici. Les caixes rectangulars de color sorra giren uniformement per crear un moviment subtil, amb petites finestres arquejades a intervals regulars a l'exterior de pedra calcària. A l'interior, les galeries són disposades al voltant d'un atri massís, il·luminat des de dalt. Els coordinadors del museu es van mostrar satisfets amb el projecte; el seu lloc web oficial parlen d' «autèntic esplendor revelat a la llum del sol» i de «tons de color i el joc d'ombres que rendeixen homenatge a l'essència de l'arquitectura islàmica».

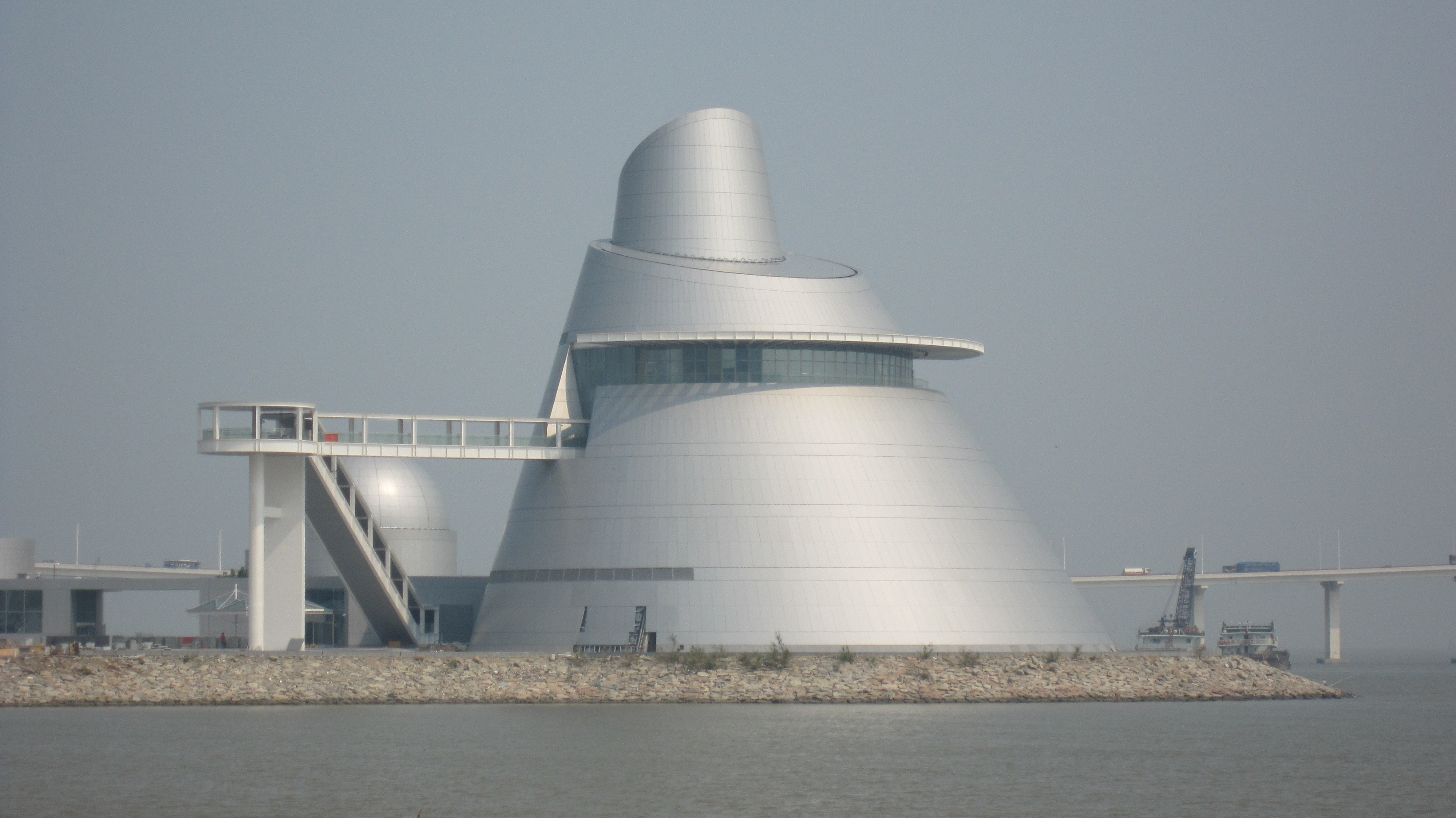
El Centre de Ciència de Macau, dissenyat per Pei Partnership Architects en associació amb IM Pei.

El Centre de Ciència de Macau a Macau va ser dissenyat per Pei Partnership Architects en associació amb IM Pei. El projecte de construcció del centre científic es va concebre l'any 2001 i les obres van començar el 2006. El centre es va acabar l'any 2009 i va ser obert pel president xinès Hu Jintao. La part principal de l'edifici té una forma cònica distintiva amb una passarel·la en espiral i un gran atri a l'interior, semblant a la del Museu Solomon R. Guggenheim de la ciutat de Nova York. Les galeries surten de la passarel·la, que consisteixen principalment en exposicions interactives destinades a l'ensenyament científic. L'edifici es troba en una posició destacada al costat del mar i ara és un lloc conegut de Macau.
Pei va morir el maig de 2019 quan feia 102 anys.

## Premis i reconeixements
El seu treball va ser reconegut el 1983, any que va rebre el Premi Pritzker, el guardó de major prestigi internacional en arquitectura. També ha rebut la Medalla d'Or de l'Institut Americà d'Arquitectes, el Praemium Imperiale i moltes altres distincions.